# Niewolnictwo Słowian

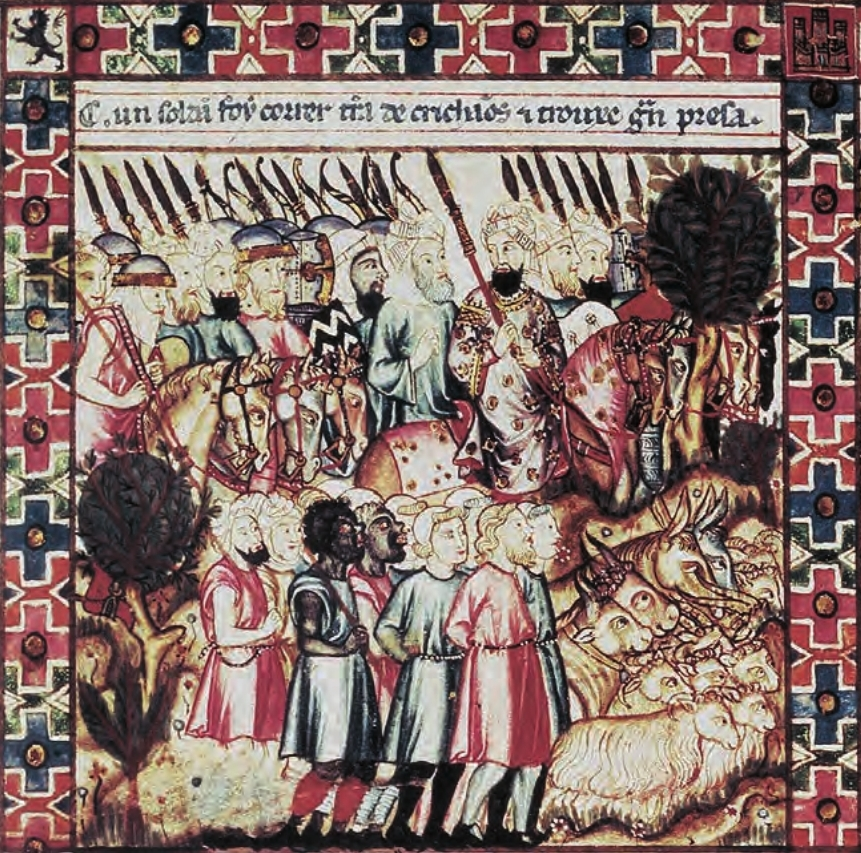
Słowiańscy i murzyńscy niewolnicy na targu w Kordobie, miniatura z Cantigas de Santa María Alfonsa X Mądrego, XIII wiek

Niewolnictwo Słowian – długotrwały proces masowego sprzedawania Słowian jako niewolników, głównie Arabom, a ponadto Grekom, Włochom, Francuzom, Turkom i innym nacjom; prowadzony przez Żydów, którzy uważali Słowian za Kananejczyków, a także w znacznym zakresie przez Włochów, Niemców, Skandynawów i Tatarów, oraz zjawisko akceptacji szczególnego zniewalania Słowian w Europie Zachodniej i Południowej w średniowieczu, w którego efekcie etnonim Słowianin w języku łacińskim, greckim i arabskim oraz w językach germańskich i romańskich ulegał deonimizacji, a następnie apelatywizacji, stając się potocznym określeniem niewolnika, a w końcu wyrazem pospolitym znaczącym niewolnik.

## Słowianin = niewolnik?

### Slavi/slaves
Słowianie we wczesnym średniowieczu nazywani byli wpierw Wendami (staroż. Wenedowie, gr. Ούενέδοι, Ενετοί; łac. Venetī, Venedi; pragerm. *wenh₁étos; niem. Wenden, które przetrwało do XX wieku). Pierwotną według badaczy była forma z sufiksem -et-. Była to nazwa nadana Słowianom z zewnątrz, przez nich samych nieużywana, którą starożytni uczeni z I–II wieku: Pliniusz Starszy, Publiusz Korneliusz Tacyt i Klaudiusz Ptolemeusz, określali lud zamieszkujący mniej więcej na terenie obecnej Polski, przez wielu badaczy uważany za Prasłowian. Nie jest to oczywiste, gdyż zachowane źródła z III–V wieku milczą o Wenetach, toteż niektórzy sądzą, iż ich nazwa mogła zostać w VI wieku przeniesiona na Słowian, którzy napłynęli w międzyczasie na ich ziemie (Ptolemeusz wymieniał również Słowenów (Σουοβενοι) nad Wołgą). Obszar Wenetów od V wieku p.n.e. do VI wieku n.e. był dla kupców z południowej Europy celem wypraw po bursztyn oraz skóry, futra bobrowe i wosk, a także celem badań geograficznych.
W źródłach z VI wieku obecna jest nazwa Słowianie. Historyk łacińskojęzyczny Jordanes w kronice O pochodzeniu i czynach Gotów z 551 roku, zawierającej streszczenie Historii Gotów Kasjodora, wymienił trzy nazwy ludów „pochodzących z jednego pnia” od Wenetów, utożsamiane przez część badaczy z trzema grupami Słowian (zachodni, wschodni i południowi): Wenetowie, Antowie i Sklawinowie (łac. Sclaveni). Wenetowie zajmowali południowe wybrzeża Bałtyku i ziemie nad dolną Wisłą, Antowie ziemie między Dnieprem a Dniestrem, zaś Sklawinowie między Cisą, Dniestrem a Dunajem. Historyk greckojęzyczny Prokopiusz z Cezarei w VIII Księdze o wojnach z 554 roku podaje bliższe o informacje o ustroju, obyczajach i wierzeniach Antów i Sklawinów. Ta druga nazwa występuje w pięciu formach: Skláboi (Σκλάβοι), Sklabēnoí (Σκλαβηνοί), Sklauēnoí (Σκλαυηνοί), Sthlabēnoí (Σθλαβηνοί) i Sklabînoi (Σκλαβῖνοι). Pierwsza wzmianka o nich odnosi się do 537 roku. Formy Sclavi użył Jonasz z Bobbio w VII wieku w Żywocie św. Kolumbana, pisząc, iż ten udał się na misję do Wenetów, którzy są też zwani Słowianami (ut Venetiorum qui et Sclavi ducuntur). Nazwy geograficznej Słowiańszczyzna – Sklauinia (Σκλαυινία) użył po raz pierwszy Teofilakt Symokatta pod koniec VI wieku na oznaczenie ziem leżących na północ od Dunaju.
Nazwy te to zgrecyzowana postać etnonimu Slověni w językach słowiańskich, według najpopularniejszej z kilku etymologii nazwy Słowianie, pochodzącego od rzeczownika slovo i znaczącego „ludzie mówiący zrozumiale” (w przeciwieństwie do Niemców (scs. Nemici), czyli „nie mówiących” zrozumiale.) Drugą popularną od wieków etymologią jest pochodzenie od wyrazu slava (chwała, sława), w różny sposób wyjaśniane. Niezależnie od rzeczywistego znaczenia etnonimu, słowiański rdzeń Slav/Slov uzyskał w grece formę Sklab (Σκλαβ). Litera „b” (β) w języku średniogreckim była już wymawiana jako „v”. Spółgłoska „k” jest epentezą wynikającą z braku w ówczesnej grece zbitki spółgłoskowej „sl”.

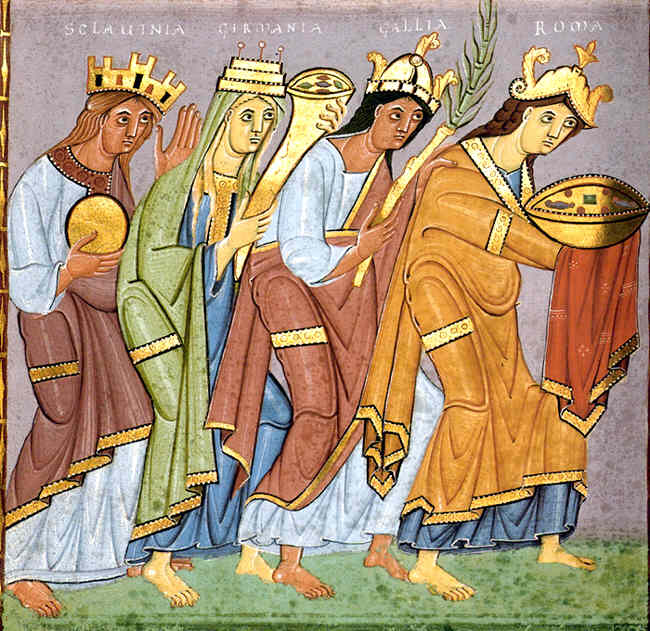
Sclavinia, Germania, Galia i Roma składają hołd cesarzowi, miniatura w Ewangeliarzu Ottona III, ok. 1000 r.

Pierwsi Słowianie/Sklawini, z którymi zetknęli się wczesnośredniowieczni autorzy, byli wojownikami napierającymi od północy na wschodnie Cesarstwo Rzymskie i tak też zostali opisani przez Prokopiusza z Cezarei, jako waleczni barbarzyńcy. W kolejnych pięciu stuleciach, obok synonimicznej nazwy Wenedowie, były stosowane różne formy łacińskie i greckie nazw Słowianie i Słowiańszczyzna w znaczeniu etnicznym i geograficznym, bez wydźwięku pejoratywnego. Fredegar pisał o Słowianach znanych jako Wendowie. Geograf Bawarski użył określenia narody słowiańskie (gentes Sclavorum = Sclavi), Adam z Bremy stosował pojęcia Slavi i Sclavania, obszernie opisując Słowian połabskich, zaś Helmold w Kronice Słowian (Chronica Sclavorum) zastosował wyrażenie „cała Słowiańszczyzna” (universa Slavia). Na przełomie X/XI wieku Sclavinia była jedną z czterech równorzędnych części, obok Italii, Germanii i Galii mających tworzyć odnowione Cesarstwo Rzymskie.
W tym czasie od trzech wieków trwał handel niewolnikami wyprowadzanymi ze Słowiańszczyzny, w kierunku zachodnim i południowo-zachodnim prowadzony głównie przez kupców żydowskich, zwykle utożsamianych z radanitami. Od X wieku, wraz ze stopniowym podbojem Połabia, w handel ten lokalnie angażowali się Niemcy, a na Morzu Śródziemnym Włosi, głównie Wenecjanie. W jego efekcie etnonim Słowianin ulegał deonimizacji, stopniowo stając się synonimem niewolnika, by pod koniec średniowiecza ulec całkowitej apelatywizacji, czyli stać się wyłącznie wyrazem pospolitym znaczącym niewolnik. Jak precyzuje prof. Mariusz Rutkowski, deonimizacja jest wtórnym stosowaniem równolegle nazwy własnej jako pospolitej przez skojarzenie, zaś apelatywizacja oderwaniem tej drugiej od pierwszego sensu. Nazwa poddana deonimizacji może w dalszej perspektywie ulec apelatywizacji, gdy np. we wtórnej funkcji zaczyna funkcjonować stale, co prowadzi do utworzenia nowego leksemu. Proces ten zaszedł właśnie z nazwą Słowianin, w rezultacie czego, w większości zachodnioeuropejskich języków, wyraz znaczący po prostu „niewolnik” pochodzi od niej, np. niemiecki Sklave, holenderski slaaf, francuski esclave, hiszpański esclavo, portugalski escravo, duński slave, szwedzki slaaf, walijski slaf, bretoński sklav.
Prof. Charles Verlinden (1907–1996), belgijski mediewista z Uniwersytetu w Gandawie, autor szeregu prac na temat niewolnictwa, w swej analizie L’origine de Sclavus = esclave (Pochodzenie [utożsamienia] Słowianin = niewolnik) dowiódł, iż deonimizacja dokonała się wpierw na terenie Europy Środkowej, a konkretnie w Niemczech, następnie w Wenecji, która była ośrodkiem handlu słowiańskimi niewolnikami, potem w innych krajach. Podał on przykłady, że na różnych terenach w tamtym czasie nazwy innych narodowości służyły za synonimy niewolników. Analogicznie nazwa celtyckich Brygantów stała się w jęz. francuskim i angielskim synonimem szabrowników i rozbójników (brigandage); podobnie w odniesieniu do Wandalów. Prof. Mario Alinei (1926–2018), włoski językoznawca, specjalista od semantyki z Uniwersytetu w Utrechcie i przewodniczący projektu UNESCO Atlas Linguarum Europae, podkreślał jednak, że „Wszystkie źródła historyczne niezaprzeczalnie wskazują, że obszar Słowiańszczyzny był głównym rezerwuarem niewolników w całym okresie wczesnego średniowiecza, poczynając prawdopodobnie od VI wieku, a ze szczytem około X wieku. Ta preferencja dla niewolników pochodzenia słowiańskiego była tak silna, że w rezultacie Słowianami stali się wszyscy niewolnicy przez metonimię”.
Mario Alinei dowodził, że proces deonimizacji nazwy Słowianin w języku łacińskim przebiegał jeszcze przed X wiekiem, stwierdzając, iż „większość filologów i historyków, którzy dyskutowali o tym problemie, jest skłonna czytać niewolnik zamiast Słowianin w wielu wcześniejszych źródłach”. Francuski romanista Auguste Brachet (1845–1898) twierdził, że początek skojarzenia nastąpił, gdy Karol Wielki sprowadził dużą grupę jeńców słowiańskich i ich osiedlił, a deonimizacja dokonywała się w X wieku. Austriacki historyk sztuki Ernst Diez (1878–1961) jej genezy upatrywał w niemieckim Sklave, kojarzącym Słowian zniewolonych przez Niemców z niewolnikami jako takimi. Niemiecki filolog Gustav Körting (1845–1913) twierdził, iż pierwotnie pojęcie to dotyczyło słowiańskich jeńców wojennych. Z Niemiec przeszło do Włoch, gdzie uległo apelatywizacji i w ogólnym sensie przeniknęło do pozostałych języków romańskich oraz z powrotem do niemieckiego. Jednakże niemiecki romanista Gottfried Baist (1853–1920) polemizował z nim, wskazując, że jest niemożliwe, by pojęcie Sklave – niewolnik narodziło się w Niemczech, skoro Słowianie nazywali tam byli Wendami; powstało więc ono we Włoszech i później zawędrowało do Niemiec.

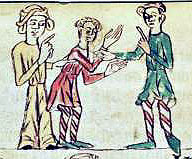
Sclavi/Wenden, ilustracja w Zwierciadle Saskim, XIV wiek

Charles Verlinden jednak twierdził, że określenie familias sclavorum w pierwszym dokumencie nadania Ottona I dla kościoła w Magdeburgu z 937 roku nie może mieć znaczenia czysto etnicznego, ale prawne; tym bardziej jest to widoczne w drugim nadaniu z tego roku oraz w trzecim z 939 roku. Kwestia dotyczyła ściśle niewolników, a nie wszyscy Słowianie (Wendowie) w Niemczech nimi byli, zaś równocześnie istnieli też niewolnicy narodowości niemieckiej, nazwani w innym dokumencie mancipia teutonica. Taryfa celna z Koblencji w końcu XI wieku określała, że Żydzi za każdego kupionego „słowianina” płacą 4 denary. W Hansisches Urkundenbuch zawierającym ją w starszej wersji, użyta jest forma: Iudei pro unoquoque sclavo emticio debent 4 denarios, zaś w wersji z początku XII wieku: de sclavo empticio 4 denarii. Jest to pierwsze jednoznaczne zastosowanie tego terminu na terenie Niemiec. Niemniej część badaczy uważa, że w Niemczech używano określenia łacińskiego Sclavus w sensie niewolnik już w X i XI wieku, to znaczy w czasie nasilonego handlu słowiańskimi niewolnikami przez Żydów oraz podboju przez Niemców terenów zamieszkanych przez Słowian. Po ich ustaniu w połowie XII wieku to utożsamienie tam chwilowo zanika, by powrócić w XIII wieku, w wyniku wzmożenia handlu słowiańskimi niewolnikami przez Włochów.
Już w X wieku w języku greckim sklábos (σκλάβος) zaczął zastępować dotychczasowe doûlos (δοῦλος – niewolnik/sługa) i andrápodon (ἀνδράποδον – jeniec). Włoski wyraz schiavo – niewolnik (od Schiavonus) pochodzi z dialektu florenckiego. W weneckim miał wpierw formę sciavo, następnie sciao, a na końcu ciao (tak też w dialekcie lombardzkim). Od wyrazu Słowianin – niewolnik powstało wówczas włoskie pozdrowienie „ciao!” (niezależnie powstałe w piemonckim: ciau!, w genueńskim: sciao!, w południowowłoskich: schiau!), spopularyzowane w Europie w XX wieku. Jest ono skróceniem sc’ia(v)o i znaczy [twój] niewolnik! Analogicznie do wyparcia przez sclavus dawnego servus w łacinie, wyparło ono we Włoszech pochodzące jeszcze z czasów starożytnego Rzymu, używane dotąd w Polsce i Niemczech, powitanie „serwus!” ([twój] niewolnik!), którym niewolnicy pozdrawiali swych panów.
Najstarsze użycie słowa esclave w języku starofrancuskim zawiera poezja Benoît de Sainte-Maure z Normandii z 1175 roku. Robert z Boron w Burgundii w tym czasie stosował określenie les Esclos . Sclave weszło do języka średnioangielskiego z francuskiego w XIII wieku (w XVI w. slaue, od XVII w. slave), wypierając Wealh (Walijczyk, Bretończyk) będące dotąd synonimem niewolnika oraz staroangielskie þeow i pochodzące ze staronordyjskiego þræl. Pochodny rzeczownik abstrakcyjny slavery (niewolnictwo) notowany jest dopiero od połowy XVI wieku, zaś czasownik enslave (uczynić niewolnikiem) od połowy XVII wieku. W związku z tym, że nazwa Słowianin w co najmniej 28 językach uległa zupełnej apelatywizacji, w ostatnich stuleciach przyjęto w nich dla odróżnienia nowe, nieco tylko zmodyfikowane formy tego etnonimu, np. w niemieckim Slawe, włoskim Slavo, hiszpańskim Eslavo, greckim Σλάβος, arabskim Slāf (سلاف). W języku francuskim Slave, a w angielskim Slav/slavic weszły w użycie w XVIII/XIX wieku.
Deonimizacja nazwy Słowianin przeszła z języków ludowych do łaciny powszechnie w XIII wieku. Klasyczna łacina nie zawiera wyrazów sclāvus/slāvus. Niewolnik/sługa to servŭs, ancillă oraz vēnālǐs i mancĭpĭŭm, oznaczające niewolnika jako przedmiot handlu. Ten ostatni wyraz był stosowany w dokumentach łacińskich z wczesnego średniowiecza na określenie niewolników słowiańskich (np. mancipia slavanica), pędzonych przez Żydów do arabskiej Hiszpanii przez państwa frankijskie, np. w piśmie abpa Agobarda do cesarza Ludwika Pobożnego z 826 roku, czy w dokumencie z Magdeburga z 937 roku; stosowane jest też w stosunku do nich określenie servi. Jeszcze w XI–XII wieku nazwa Słowianin miała też sens etniczny. Dokumenty z Lombardii i Wenecji używają w tym okresie nadal słów mancipium i servus w sensie niewolnik, zaś dokumenty niemieckie mancipium i captivus (jeniec). Wenecki Codice diplomatico Barese z 1057 roku wspomina o „pewnej niewolnicy Zycie z rodu Słowian” (unam ancillam Zitam bonam ex genere Sclaborum). Tak też tekst wenecki z 1121 roku o Dukatelli (Ducatella, que ancilla fuit ex genere Sclavorum).
Najstarsze łacińskojęzyczne dokumenty, potwierdzające już deonimizację nazwy Słowian, które przytacza Charles du Fresne, sieur du Cange, w swym Glossarium ad scriptores mediae et infimae latinitatis, pochodzą dopiero z XIII wieku i wyjaśniają, że Słowianie (dużą literą) to synonim jeńców (captives) lub niewolników/sług (servi). Angielski kronikarz Mateusz Paris w 1252 roku tłumaczył, iż Słowianie (Sclavi, Esclavi) to potoczna nazwa wszystkich chrześcijańskich jeńców (omnibus Christianis captivis, quos vulgariter Esclavos appellamus; Christianis Sclavis, sic namque vocantur captivi) . Kard. Jacques de Vitry podobnie pisał o Sclavas vel servas. Zwierciadło saskie używa tych pojęć w sensie niewolnicy. W jednym z rytuałów templariuszy występuje wyrażenie słudzy Słowianie: Nos namque promittimus esse servi Sclavi dominorum infirmorum. W niektórych dokumentach z XIII w. Słowianie i Słowianki to jedna z kategorii służby, np. Regestum Albo Domus publicæ Tolosanæ z Nawarry wylicza: servi et ancillæ, Sclavi et Sclavæ. W Niemczech używane było wyrażenie słowiańscy słudzy (Schlavi oraz Sclavi servientes) . W traktacie Republiki Genui z królem Armenii Leonem III z 1288 roku zastosowano określenie sclavis ogólnie jako niewolnicy; podobnie w innych dokumentach włoskich tego czasu.

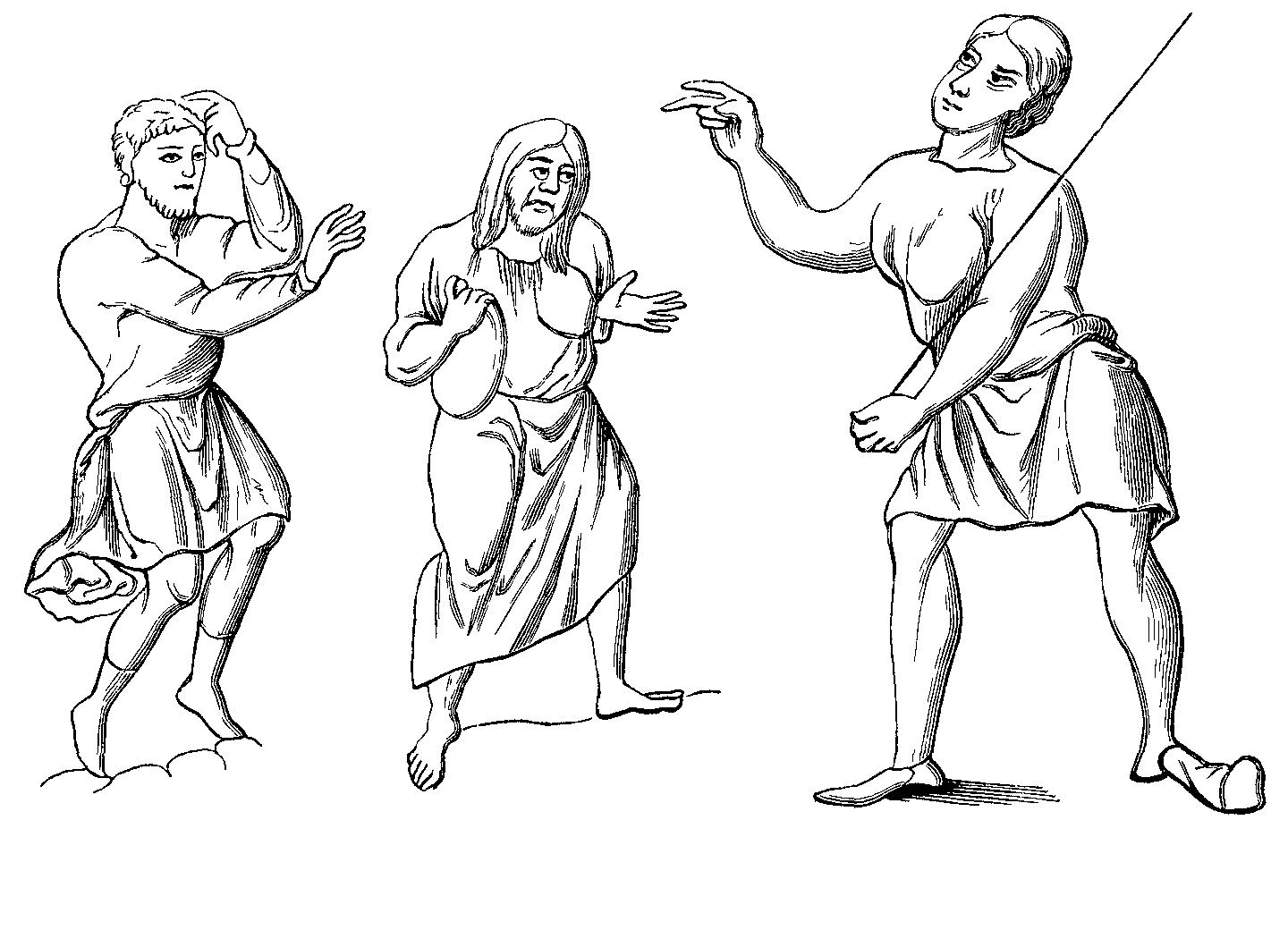
Stroje niewolników i sług w Europie od VI do XII wieku, ilustracja z kolekcji Horace de Viel-Castel, dyrektora Luwru

W owym czasie, w oczach ludzi Zachodu, Słowianie zajmowali wśród chrześcijan podrzędne miejsce. Ich status „gorszych” chrześcijan był na tyle niekorzystny, że można ich było uprowadzać w niewolę. Charles Verlinden przytoczył włoski tekst prawniczy z 1127 roku, który zawiera zasadę ut nullus nullaque qui queve ex Christiana religione sunt, pro servo et ancilla detineantur, sine légitima culpa, exceptis his qui ex Sclavorum gentegeniti sunt, oznaczającą, że „nie wolno trzymać chrześcijan jako niewolników, z wyjątkiem tych, którzy są pochodzenia słowiańskiego”. Sclavi stali się zatem, z woli prawodawców zachodnioeuropejskich, par excellence servi.
Utożsamienie Słowian z niewolnikami dokonało się więc w społeczeństwach Europy Zachodniej, po wcześniejszych Niemczech, w czasie gdy karawany ze słowiańskimi niewolnikami pędzonymi przez Żydów do Al-Andalus przestały przechodzić przez jej obszar w związku ze zdobyciem Kordoby przez antyżydowskich Almohadów w 1148 roku. Jednakże Słowianie, sprzedawani przez Włochów, stali się wówczas jedynymi niewolnikami w krajach zachodnioeuropejskich, z wyjątkiem jeńców muzułmańskich we Włoszech i Hiszpanii, zwanych zwykle w dokumentach podobnie po prostu saracenami lub maurami (często małą literą, jako synonim niewolnika muzułmańskiego). Dawne łacińskie określenie servi w XII–XIV wieku zaczęło tam oznaczać grupy miejscowej ludności poddanej (stąd starofrancuskie, a potem ang. serf) i nie odnosiło się do niewolników w sensie ścisłym, jako indywidualnej własności. Nazwa Słowianin stała się przez to jedynym określeniem niewolnika sensu stricto w tamtejszych językach w późnym średniowieczu.
Tak używane określenie słowianin, w epoce nowożytnej, w wyniku masowego handlu niewolnikami afrykańskimi, zostało przeniesione na nich, przez analogię do wcześniejszych niewolników słowiańskich. W języku portugalskim słowo escravo (słowianin w znaczeniu niewolnik) po raz pierwszy zostało użyte w 1462 roku, w dokumencie upoważniającym handlarza Diogo Valarinho do wysłania niewolników z odkrytych niedawno Wysp Zielonego Przylądka. Przez pojawienie się nowego rodzaju niewolników, odniesione do nich pojęcie słowianin zostało tylko apelatywem. W publikacjach spotyka się stwierdzenie, że Słowianie dla Niemców, czy Anglosasów, byli (i są) „białymi Murzynami” (ang. white negros). W rzeczywistości stało się dokładnie odwrotnie: to Murzyni dla ludzi Zachodu zostali „czarnymi Słowianami” (ang. black slaves).
Prof. Adam Łukaszewicz z Uniwersytetu Warszawskiego, rozważający to zagadnienie, inaczej niż Charles Verlinden, jest zdania, że „fakt nadania niewolnikom nazwy Słowian nie jest po prostu mechaniczną konsekwencją dużej liczby słowiańskich niewolników. Chodzi tu raczej o nastawienie tych, którzy najzupełniej świadomie nadali pejoratywny sens nazwie całego ludu. Znalazła tu wyraz tendencja do wartościowania ludów, przekonanie mieszkańców germańskiego i romańskiego Zachodu o własnej wyższości nad tymi rzekomymi barbarzyńcami, którzy zwłaszcza w Europie Środkowej padali nieraz ofiarą eksterminacji i zniewolenia”.

### Kananejczycy
Nazwy Słowianie i Słowiańszczyzna w IX–X wieku pojawiają się dokumentach hebrajskojęzycznych. Pierwsze wzmianki zawiera Księga Josippona (hebr. Sefer Josifon – ספר יוסיפון), podająca również nazwy kilku plemion słowiańskich. Jeden z manuskryptów datuje ją ściśle na 953 rok, ale poszczególni badacze szacują czas jej powstania na dekady wcześniejsze, lub późniejsze, jak prof. Krzysztof Tomasz Witczak na około 980 roku. Słowa te Żydzi zapożyczyli najprawdopodobniej z języka arabskiego (aṣ-Ṣaqlab – صَقْلَاب), gdyż w najstarszych źródłach mają one rdzeń Sqlab. Josippon nazywa Słowian Saqlābī (סקלאבי), zaś Chasdaj ibn Szaprut, autor listu do króla Chazarów z ok. 955–960 roku, w nazwie Słowiańszczyzny transkrybuje nawet arabski rodzajnik: al-Ṣaqlāb (אק-ץלאב). W tekstach Żydów z Francji z XII–XIII wieku występuje też odfrancuska forma Esklavonja lub Isklavonia.
Już jednak autor Księgi Josippona informuje, że Słowianie są uważani przez Żydów za potomków biblijnego Kanaana, syna Chama. On sam uważa to za błędne, twierdząc, że „lepiej poczytywać ich za potomków Dodanim (najmłodszego syna Jawana, syna Jafeta)”. Ibrahim ibn Jakub natomiast pisze, iż Słowianie pochodzą od Madaja, syna Jafeta. Ten pierwszy pogląd jednak zwyciężył, tak że niemal wszyscy autorzy hebrajscy z XI–XII wieku nazywają Słowian Kananejczykami, a języki słowiańskie „językiem kananejskim”. W rezultacie Żydzi uznali Słowian za pochodzących od przeklętego syna Chama, którego potomkowie, mocą tzw. przekleństwa Chama, rzuconego przez Noego (Rdz 9, 24–26), są skazani na służenie potomkom Sema i Jafeta.
W efekcie tego wierzenia w powiązaniu z podbojem Kanaanu przez Izraelitów, w wyniku czego pozostawieni przy życiu Kananejczycy zostali zepchnięci przez Żydów do roli niewolników, w tradycji żydowskiej deonim Kananejczyk (kena‘an) stał się synonimem niewolnika (‘ebed). W II wieku takie jego rozumienie zastosowała Miszna, a potem wraz z nią przejął Talmud Babiloński w traktacie Pesachim. Ponadto rozróżniano niewolników hebrajskich (‘ebed ‘ibri), zniewalanych tylko czasowo oraz pochodzących z innych narodów, wszystkich określanych mianem niewolników kananejskich (‘ebed kena’an), których stan niewoli jest trwały (Kpł 25, 44–46). Takie określenie stosuje Talmud Babiloński w traktacie Quiddušin. W średniowieczu czołowi rabini żydowscy twierdzili, że Słowianie są potomkami Kananejczyków, którzy przed czasem Jozuego wyemigrowali do Europy Środkowej. Przez to apelatyw kananejczyk stał się dla Żydów ponownie deonimem oznaczającym Słowianina, pozostając jednak w związku ze swym sensem ogólnym. Ta dwuznaczność została utrwalona przez analogiczną dwuznaczność semantyczną Sclavus/sclavus. W ten sposób w świadomości Żydów powstała zbitka pojęciowa Słowianin = Kananejczyk = niewolnik.

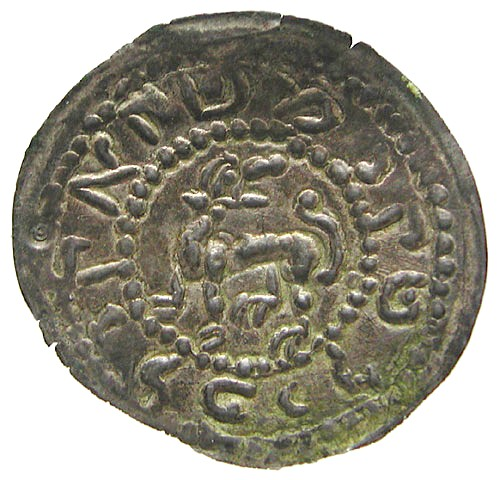
Moneta z napisem w języku polskim alfabetem hebrajskim Mieszko król Polski (משקא קרל פלסק), uważana za zabytek „języka kananickiego”, XII wiek

Gerszom ben Jehuda (960–1040), jeden z ważniejszych talmudystów w średniowiecznych Niemczech, zwany „światłem diaspory” i uważany za duchowego ojca judaizmu aszkenazyjskiego, w komentarzu do talmudycznego traktatu Chullin, używa nazwy Kanaan na określenie Słowiańszczyzny, a nazwy język kananicki (lešon kenaan) na oznaczenie języków słowiańskich. Określeń tych używają też: Nathan ben Jehiel z Rzymu (ok. 1035–1106) w popularnym słowniku Aruch, Szlomo ben Icchak z Troyes (1039–1105) w komentarzu ad Deuteronomium, Joseph Kara, Abraham ben Azriel (XIII w.) talmudyta i gramatyk z Czech w Arugaṯ ha-Bošem, Ishaq ben Moše (ok. 1180–ok. 1260) w Or Zarua. Słowian jako potomków Kananejczyków przedstawiali także: Aben Ezra z Toledo (ok. 1090–1167) w swym komentarzu ad Obadjam, Dawid Kimchi z Narbony (1160–1235), również komentator Biblii, gramatyk i filozof oraz wielu innych. Jako zamieszkałe przez „Kananejczyków”, kraje zachodniej i wschodniej Słowiańszczyzny były dla Żydów głównym rezerwuarem niewolników, a w ich sprzedaży do krajów islamskich w IX–XI wieku żydowscy handlarze dominowali.
Badacze różnią się w kwestii, kto rozpoczął deprecjonowanie Słowian przez utożsamianie ich z niewolnikami: Niemcy, Włosi, Grecy, Arabowie, czy Żydzi? Prof. Roman Jakobson i prof. Morris Halle w opracowaniu The term „Canaan” in Medieval Hebrew, na podstawie zachowanych źródeł wykazali, że pierwszymi deprecjonującymi językowo Słowian byli Żydzi. Dokonało się to zaś w wyniku tego, że nazwę dawnej rzymskiej prowincji Panonia (pochodzącą od praindoeuropejskiego rdzenia *pen- – woda), zamieszkałej od VI wieku przez Słowian, skojarzyli z nazwą Kanaan. W IX wieku określenie Kanaan rozciągnęli na całe Wielkie Morawy. Jak stwierdza zaś m.in. Kronika Wielkopolska: „w najstarszych księgach piszą, że Panonia jest matką i kolebką wszystkich narodów słowiańskich”. Masowe pozyskiwanie niewolników z terenów Słowiańszczyzny przez Żydów sprawiło bądź utrwaliło to skojarzenie, jak potwierdza Max Weinreich. W dokumentach starocerkiewnosłowiańskich z IX wieku używane są formy Kanon, Kanaon itp. jako synonimy Panonii – Moraw. Nie było to zewnętrzne zniekształcenie, ale wpływ poglądów żydowskich, przyjętych nawet przez niektórych Słowian, na co wskazuje ich treść. Tekst z początku X wieku ku czci św. Cyryla stwierdza, iż był on „drugim Abrahamem, który wszedł do ziemi kananejskiej (scs. vъ zemljǫ kanaonьskǫ), która została oświecona słowem nowej nauki”.
Prof. Tadeusz Lewicki i prof. Franciszek Kupfer wyrazili przypuszczenie, że nazywanie Słowian Kananejczykami było „kalką językową z jakiegoś języka zachodnio- lub południowoeuropejskiego, a najprawdopodobniej z łaciny” w ten sposób, że już zapelatywizowane określenie sclavus – niewolnik Żydzi przetłumaczyli na zapelatywizowane kenaan – kananejczyk, które wtórnie stało się deonimem oznaczającym Słowianina. Wyniki badań Jakobsona i Halle zaprzeczają temu, bowiem w czasie, gdy Żydzi już nazywali Słowian Kananejczykami i to w dosłownym sensie, jako potomków Kanaana, który to pogląd, jako wcześniej istniejący, przytacza autor Księgi Josippona, w żadnym języku europejskim nie dokonała się jeszcze choćby deonimizacja nazwy Słowianin. Jeżeli nawet przyjąć najpóźniejsze datowanie tej księgi przez prof. Ananiasza Zajączkowskiego na koniec X wieku, a wczesne umiejscowienie rozumienia Sclavus jako niewolnik Charlesa Verlindena w dokumentach niemieckich na połowę tego stulecia, wskazującego na pierwszeństwo Niemców, to źródła podane przez Jakobsona i Halle poświadczają pierwszeństwo Żydów w IX wieku. Niemniej zarówno pierwsze żydowskie dokumenty hebrajskojęzyczne nazywające Słowian Kananejczykami, jak pierwsze niemieckie dokumenty łacińskojęzyczne, stosujące określenie Słowianin w sensie niewolnik pochodzą mniej więcej z tego samego czasu. Prof. Hanna Zaremska ogólnie stwierdziła, że „nowy zakres semantyczny starego biblijnego Kenn’an pojawił się równolegle do pochodzącego od nazwy etnicznej Słowian terminu sclavus”.
W tym czasie dokonała się u Żydów zmiana znaczenia pojęcia Aszkenazim. W starożytności oznaczało ono Scytów, potem Chazarów, a następnie Słowian do X wieku (łączyło się to z wywodzeniem Słowian ze Scytii przez niektórych, np. przez Kosmografa Raweńskiego.) Saadja ben Josef identyfikuje Aszkanaz ze Sklavią, a Rifat z Frankonią. Państwo Wielkomorawskie pierwotnie także było przez Żydów określane jako kraj Aszkanaz. Zachodnie Niemcy, centrum kulturalne Żydów, określane były jako Lotir (Lotaryngia w szerokim sensie). Chasdaj ibn Szaprut w liście do króla Chazarów w poł. X wieku Aszkenaz nazywa już sąsiadem Słowiańszczyzny. W XI wieku Aszkenaz oznacza już ściśle Niemców/Niemcy. Jako pierwszy Niemcy „krajem Aszkenaz” nazwał Hai Gaon (939–1038), talmudysta babiloński z Pumbedity, a jako drugi Szlomo ben Icchak. Zatem w oczach Żydów Słowianie utracili wówczas na rzecz Niemców zaszczytne pochodzenie od Aszkanaza, pierwszego syna Gomera, który był pierwszym synem Jafeta (Rdz 10, 2–3), na rzecz najbardziej hańbiącego pochodzenia od przeklętego Kanaana, ostatniego syna Chama.
Niektórzy badacze zwracają uwagę, iż Żydom zdarzało się też nazywanie Niemiec i Austrii oraz innych krajów Kanaanem. Roman Jakobson i Morris Halle wyjaśniają jednak, że był to wpływ germanizacji zachodnich obszarów Słowiańszczyzny, na które od XIII wieku Żydzi zaczęli rozciągać nazwę kraj Aszkenaza (Niemcy), dlatego jedno z ich pism stwierdza, że „Kananejczycy, którzy wyemigrowali z Palestyny przed Jozuem, osiedlili się w ziemi Alemaniya, czyli Aszkenaza”. Dawid Kimhi pisał, że na terenie Cesarstwa żyją Kananejczycy (tj. Słowianie), z terenów Esclavonia (Słowiańszczyzny). Izaak z Wiednia w poł. XIII wieku zaś nazwał tak Austrię, lecz, jak wyjaśnia Abraham Asher w wydaniu krytycznym Itinerarium Beniamina z Tudeli, było to w czasie, gdy król czeski Przemysł Ottokar II, przyłączył ten kraj do Czech. W hebrajskiej literaturze z terenów Czech, a zwłaszcza Niemiec, od XIII wieku szczególnym mianem Kanaan określane też są same Czechy.
Amerykański lingwista, specjalista od jidysz, prof. Dovid Katz (ur. 1956), pochodzący z rodziny Żydów wileńskich, przywołując wcześniejszych badaczy, jak Max Weinreich, Roman Jakobson i Morris Halle oraz specjalista od judaizmu prof. Samuel Krauss (1866–1948), przytoczył opinię, że nadanie Słowiańszczyźnie nazwy Kanaan nie miało dla Żydów znaczenia pejoratywnego w tym sensie, że dla nich Kanaan to po prostu synonim Ziemi Obiecanej, jaką była biblijna „Ziemia Kanaan” i za jaką uważali też kraje słowiańskie.
W konsekwencji Słowianie, jako miejscowa ludność, zostali określeni przez Żydów jako Kananejczycy, nawet jeśli nie byli niewolnikami. Tak np. Joseph Kara (ok. 1065–ok. 1135) z Troyes wyjaśnia, że „Maatapot to wzorzyste szaty lniane, którymi okrywają się kobiety kananickie [...], nazywają je w języku kananickim pelenka, a niektórzy zwą je w języku kananickim odeza (odzież)”. Eliezer ben Natan z Moguncji (1090–1170), relacjonując, co widział „w czasie mojego pobytu w kraju Kanaan”, tzn. w Polsce, Czechach i na Rusi, gdzie podróżował, opisywał pewne stroje noszone przez Słowianki, stwierdzając, iż „odnosi się to tylko do kobiet w obszernych sukniach, bo taki był obyczaj ich kobiet, podobnie jak dotychczas jeszcze ubierają się kobiety w kraju Kanaan”. Ishaq ben Moše, jeden z najwybitniejszych uczonych żydowskich swych czasów, mieszkający dłuższy czas na Łużycach i w Czechach, relacjonował w pracy Or Zarua, że „w ziemi Kanaan kobiety wkładają kolczyki w uszy, które mają przekłute [...] i zdejmują kiedy chcą”.
Jehuda ha-Kohen z Moguncji w pracy Księga Praw z około 1028 lub 1040 roku, opisuje szczegółowo konsekwencje wydarzenia, gdy podczas zdobywania Przemyśla w 1018 bądź 1031 roku, jacyś goje uprowadzili z miasta grupę Żydów, w tym dwóch chłopców (według innej relacji przytoczonej w tekście to sami Żydzi uszli z miasta podczas walk). Żydzi ci byli jeńcami wojennymi, a nie niewolnikami na sprzedaż. Opisując ich losy, autor Polaków nazywa Kananejczykami, od których jednak Żydzi oczekiwali pomocy, gdy sami byli w potrzebie, przytaczając m.in. opowieść pewnego Żyda przemyskiego:

W czasie zamieszek w Polsce wzięli nas do niewoli z miasta Przemyśl. Wtedy ci dwaj byli jeszcze mali. Zabrano ich, a gdy wyprowadzono ich z miasta w pole, porzucili ich na polu, płaczących i stękających. W międzyczasie ujrzeliśmy pewnego Kananejczyka, którego poznałem. Poprosiłem go, aby nas przyjął do swego domu, jak również i chłopców. I rzekłem mu, że jeżeli zlitują się nad nami niebiosa i wyprowadzą nas z niewoli, uczczę go odpowiednio i zapłata będzie u mnie dla niego przygotowana. I tak uczynił. Zdarzył się cud, wyszedłem z niewoli i przyszedłem do domu owego Kananejczyka, ażeby dowiedzieć się o chłopców. I rzekł mi: Jeden zmarł, a oto drugi stoi tutaj przed tobą.

Żydzi mieszkający w krajach słowiańskich do końca średniowiecza zwani są „Żydami kananejskimi”. Rozróżniali oni wpierw Kanaan Zachodni (głównie Czechy) oraz Kanaan Wschodni (Ruś). Polska, jako późniejsza część Kanaanu Zachodniego, była obszarem napływu i mieszania się Żydów ruskich (dawniej chazarskich) i czeskich oraz niemieckich. W związku z tym, że zachodnia część Kanaanu Zachodniego w ostatnich stuleciach średniowiecza znalazła się w granicach Rzeszy, zaszła modyfikacja w żydowskim nazewnictwie. Obszar Królestwa Polskiego i Wielkiego Księstwa Litewskiego stanowił odtąd ogólnie Kanaan, który Dovid Katz określa jako „Wielki Kanaan”, zaś Królestwo Czech stanowiło „Mały Kanaan”, już jako część „kraju Aszkenaz”.

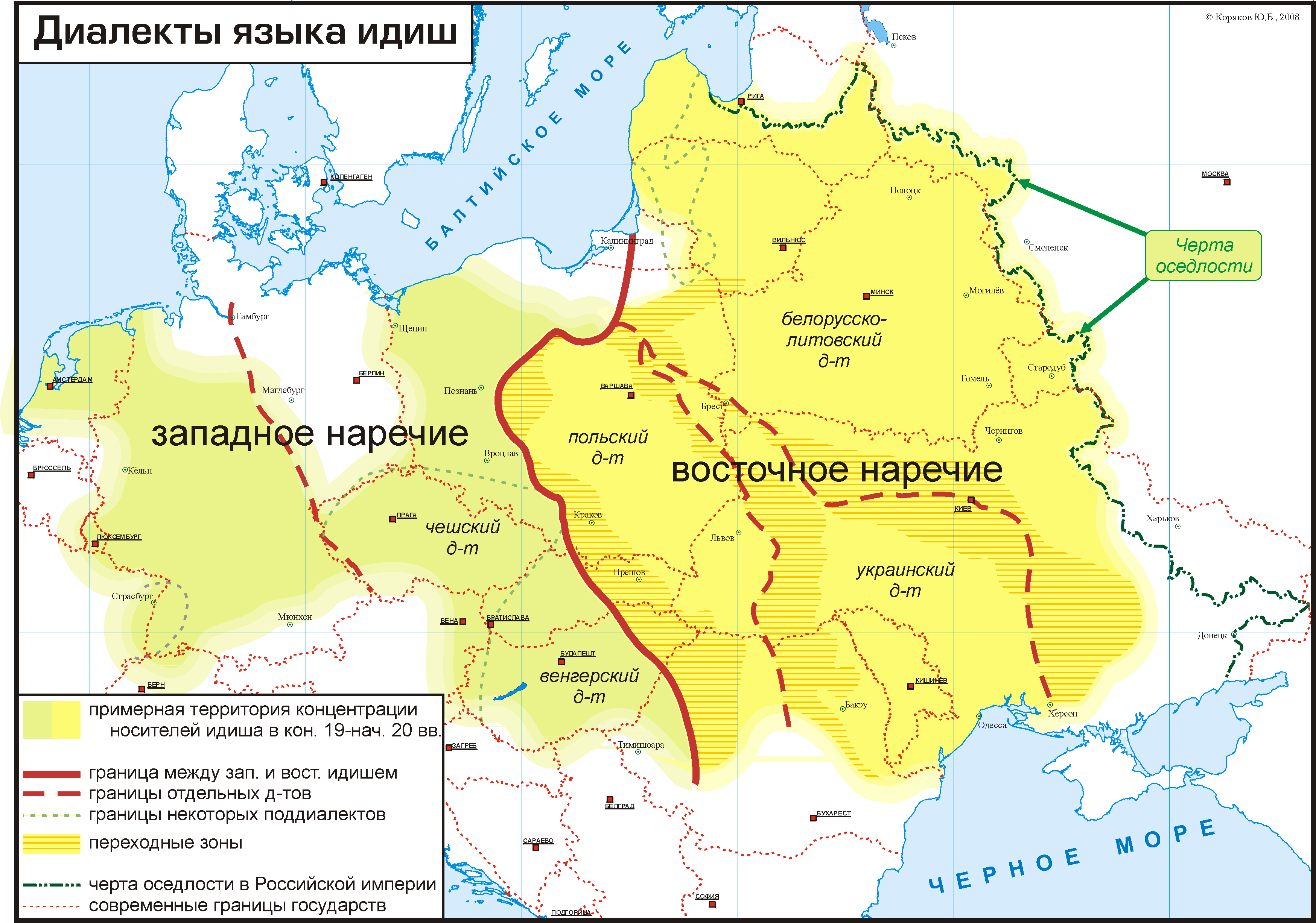
Obszar języków jidysz; na zach. od linii ciągłej obszar zachodniego jidisz z wpływem „zachodniokananickiego”, na wsch. obszar wschodniego jidisz na bazie „wschodniokananickego”

Ponieważ Aszkenaz było nazwą Niemiec, Żydzi mieszkający na terenie Niemiec (a także Flandrii, płn.-wsch. Francji i Anglii, gdzie się osiedlali) byli nazywani „Żydami aszkenazyjskimi” (Aszkenazi). Gdy w późnym średniowieczu zaczęli oni częściej emigrować do Polski, Czech i Litwy, zdominowali kulturowo tamtejszych „Żydów kananejskich”. Spowodowało to stopniowe zaprzestanie posługiwania się przez Żydów w krajach słowiańskich językami kananickimi (hipotetyczne języki judeosłowiańskie) na rzecz języków jidysz, opartych znacząco na języku niemieckim z komponentami słowiańskimi. Wraz z przyjęciem silnego wpływu języka i kultury Żydów niemieckich, Żydzi ze Słowiańszczyzny przestali być nazywani „Żydami kananejskimi”, a stali się odtąd, w nowym znaczeniu tego pojęcia, Żydami aszkenazyjskimi (Aszkenaz II).
Kolejna zmiana w nazewnictwie dokonała się w drugiej połowie XVI wieku. W wyniku Unii Lubelskiej nazwą Polska zaczęto obejmować tereny wschodniej Słowiańszczyzny, należące dotąd do Wielkiego Księstwa Litewskiego. Żydzi przybywający z Zachodu do Polski w tym czasie, jej nazwę, której używali od czasów pierwszych Piastów w formie Polania lub Polonia od łac. Polonia, a od XII wieku także Polia oraz Polen lub Polin (פולינ) od niem. Polen, skojarzyli z hebrajskim zwrotem p°h ljin (פה לין) – tu spocznij! W tradycji żydowskiej kolejnych wieków powstało kilka opowieści o tym wydarzeniu. Najczęściej za autora owego skojarzenia uważany jest rabin Mojżesz ben Israel Isserles. Według jednej z wersji usłyszał on w duszy i wypowiedział słowa: „Tu spocznij, aż staniesz się godnym powrotu do Erec-Izrael”. Według innej wersji słowa te spadły z nieba zapisane na kartce. Późniejsza wersja opowieści cofa je do czasów Kazimierza Wielkiego, który sam miał wypowiedzieć słowa „tu spocznijcie” do Żydów przybyłych z Europy Zachodniej do Polski „jak do Ziemi Kanaan”, co przedstawił Aron Cajtlin w sztuce Esterka. Niezależnie od szczegółów legendy, ta „nowa Ziemia Kanaan”, zwana przez Żydów w średniowieczu po prostu Kanaanem, stanowiąca terytorium I Rzeczypospolitej, w tym sensie, że dla Żydów zastąpiła Izrael, była odtąd przez nich nazywana Polin.
Tradycja żydowska posiadała też przekonania o istnieniu mistycznych połączeń przestrzennych pomiędzy Polską a Izraelem. Podziemne połączenie Izraela z Polską „należącą do Izraela” wspomina już w XI wieku Szlomo ben Icchak, zwany Rashi, jeden z największych dla średniowiecznych Żydów autorytetów wśród komentatorów Biblii i Talmudu, pisząc o Olkuszu. Według legendy miasto założyli kananejscy Fenicjanie, a jego nazwa jakoby pochodzi od fenickiego El-Kusz. Rashi pisał w Sod Mesharim, że „Olkusz jest to miasto w państwie Polonia, które należy do Ziemi Izraela, choć leży poza granicami Ziemi Izraela. l wiedz, że są tam rudy złota, srebra i że w pobliżu niego znajduje się sól, ponieważ Morze Solne (Martwe) bliskie Ziemi Izraela dochodzi pod ziemią do tego miejsca”.
Prof. Haya Bar-Itzhak z Uniwersytetu Michigan, specjalistka od literatury i folkloru żydowskiego, dyrektor Izraelskiego Archiwum Ludowego na Uniwersytecie w Hajfie, redaktor Encyclopedia of Jewish Folklore and Traditions, laureatka m.in. American National Jewish Book Award oraz the Lerner Foundation for Yiddish Culture Award, stwierdziła, iż „w starej literaturze żydowskiej znajdują się archetypy wędrówki Żydów przez Europę do Polski i osiedlania się w niej, jako Ziemi Kanaan, a w konsekwencji uczynienia Polski krajem żydowskim”.

### Sakalibowie
Na terenach wschodniego Cesarstwa Rzymskiego, gdzie żyli osadnicy słowiańscy jako wolni rolnicy oraz najemni żołnierze, doszło do pierwszych kontaktów Arabów ze Słowianami. Pierwsza pisemna wzmianka o tych kontaktach pochodzi z 644 roku, zaś pierwszym Arabem, który pisał o Słowianach, był chrześcijański poeta Al-Achtal (ok. 640–710). Nazwę Słowianin w języku arabskim oddawano jako: aṣ-Ṣaqlab (صَقْلَاب), aṣ-Saqlabi i aṣ-Ṣiqlabī, liczba mnoga: aṣ-Ṣaqāliba (صقالبة), w spolszczeniu: Sakalibowie (aṣ- to rodzajnik określony). Z arabskiego przeszła do języka perskiego jako Seqlāb (سَقلَاب). Słowiańszczyznę po arabsku nazywano Ṣaqlaba lub Ṣaqlabīja. Potwierdza to, że pierwsze zetknięcie Arabów ze Słowianami nastąpiło za pośrednictwem greckim, gdyż nazwy arabskie oddają rdzeń Sklab (Σκλάβ) średniogreckiego słowa Sklabos (Σκλάβος) – Słowianin, zaś pierwsza samogłoska „a” w słowie arabskim jest anaptyksą rozbijającą zbitkę spółgłoskową „sk”.
Słowianie byli pierwszym ludem o jasnych włosach i jasnej cerze, z jakim zetknęli się Arabowie, dlatego w miarę jak poznawali innych Europejczyków, termin aṣ-Ṣaqāliba zaczął u niektórych autorów obejmować ludy północnej, środkowej i wschodniej Europy o typie fizycznym zbliżonym do słowiańskiego. Jednak osoby jasnowłose i jasnoskóre (określane czasem jako o „różowej cerze”, być może opalone na różowo) pozostały stereotypowym wyobrażeniem Słowianina u Arabów, a większość pisarzy arabskich używając nazwy Ṣaqāliba, miała na myśli ściśle ludy słowiańskie.
Pierwszymi Słowianami, z którymi zetknęli się Arabowie, byli żołnierze wschodniorzymscy walczący z nimi i których część w drugiej połowie VII wieku osiedliła się na sąsiednich terenach arabskich za panowania Mu’awiji I w 664 roku, a następnie Abd al-Malika ibn Marwana w 692 roku. Jednak wraz z napływem, od początku VIII wieku, wielkiej liczby słowiańskich niewolników dostarczanych przez chazarskich, skandynawskich i żydowskich handlarzy Arabom na całym obszarze ich panowania, nazwa Ṣaqlab uległa deonimizacji i zaczęła oznaczać niewolnika (‘abd). W arabskiej Hiszpanii początkowo słowo to odnoszono tylko do przywożonych tam słowiańskich niewolników. Później stało się ono określeniem wszystkich cudzoziemskich białych niewolników, zwłaszcza na służbie Umajjadów, głównie jednak Europejczyków wyróżniających się jasną karnacją, kolorem włosów i oczu, w typie fizycznym Słowian. W X–XI wieku nazwą Ṣaqāliba określano też wojskowe oddziały składające się z niewolników słowiańskich. Według jednej z etymologii, nazwa plemienia Sakalawa na Madagaskarze została nadana przez Arabów poprzez skojarzenie ze Słowianami – niewolnikami.
W związku z masową praktyką kastrowania słowiańskich niewolników przez Żydów przed sprzedażą Arabom, słowo ṣaqlab w kolejnych wiekach zaczęło być używane w znaczeniu „biały eunuch”. Wcześniej arabski uczony Al-Dżahiz (776–869) z Kalifatu Bagdadzkiego, jeden z najważniejszych autorów literatury adabowej, w swej encyklopedii Księga zwierząt (Kitāb al-Ḥayawān – كتاب الحيوان) pisał o zaletach kastrowania słowiańskich niewolników, stwierdzając m.in., iż „pierwszą rzeczą, jaką sprawia kastracja u Słowianina jest powiększenie jego inteligencji”, zaś niekastrowany „pozostanie przy swojej wrodzonej niewiedzy i głupocie właściwej Słowianom”. Już w X wieku w Al-Andalus Ṣaqlab zaczął być kojarzony z kastratem. Później nazwa Słowianin/niewolnik stała się powszechnie dla Arabów ogólnym synonimem kastrata. Historyk z Kordoby Abu Marwan ibn Hayyan al-Qurtubi (987–1075) stosował w tym sensie słowo Ṣaqlab. Pisarz Abu Hayyan al-Gharnati (1256–1344), komentator Koranu i najbardziej znany arabski gramatyk swej epoki, określa kastrata słowem ṣaḳlabī. Takie samo znaczenie tego słowa podają arabsko-łacińskie słowniki z XII i pocz. XIII wieku. W tym drugim występuje też utworzony od pierwotnego wyrazu Słowianin czasownik saqlaba – „kastrować”.

### Chamy i psy
Tradycyjna historiografia słowiańska, począwszy od Powieści minionych lat Nestora, wywodzi Słowian od Jafeta. Spośród jego synów, na ich praprzodka wskazywano Jawana, Meszeka, Gomera bądź Tirasa. Jednak nie tylko Żydzi, ale i Niemcy głosili w średniowieczu pogląd o pochodzeniu Słowian od Chama, który stanowił dla nich uzasadnienie dla zniewalania zachodnich Słowian. Prof. Janusz Tazbir zwrócił uwagę, iż „część kronikarzy niemieckich wywodziła Słowian od Chama, co z góry zakładało ich podległość Niemcom jako potomkom Jafeta”. Polemizowano z tą tezą w Czechach i w Polsce. W XIV wieku Giovanni z Marignolli w Chronicon Bohemorum prostował, że „Słowianie i Czesi pochodzą od Jafeta, ojca naszego, a nie od Chama, jak niektórzy wywodzą”. Wiek później Jan Długosz, w swych Annales seu cronicae incliti Regni Poloniae szczegółowo przedstawiający rodowód Słowian, w tym Polaków, od Jafeta, także zwrócił uwagę, iż „niektórzy sądzą, jakoby Cham był ojcem Polaków i wszystkich Słowian”.
Pogląd o pochodzeniu Słowian od Chama i Kanaana nie ustał wraz z końcem średniowiecza. W okresie renesansu twierdził tak wpływowy, także wśród chrześcijan, uczony żydowski Elijahu ben Aszer ha-Lewi Aszkenazi (1468–1549), w swoim słowniku Tiszbi, pod hasłem Chanaan. Był to jeden z pierwszych nowoczesnych krytyków tekstu Starego Testamentu, autor traktatów o gramatyce hebrajskiej i przekładów biblijnych oraz pisarz. Jego uczniami byli: kardynał Egidio di Viterbo, u którego Elia Lewita mieszkał trzynaście lat i uczył go m.in. kabały; geograf i kosmograf Sebastian Münster oraz francuski dyplomata i biskup Lavaur Georges de Selve (1508–1541), znany z obrazu Hansa Holbeina i piosenki Jacka Kaczmarskiego Ambasadorowie. O wpływie Lewity świadczy fakt, że kardynałowie, biskupi i książęta proponowali mu stanowisko profesora na chrześcijańskich uczelniach.
W Polsce pogląd ten głosił Salomon ben Jechiel Luria, zwany Maharszalem (1510–1573), w pracy Morze Salomona (Jam szel Szlomo – ים של שלמה), w komentarzu do traktatu talmudycznego Chullin. Salomon Luria był to cieszący się wielkim autorytetem znawca prawa żydowskiego, talmudysta i kabalista, współtwórca tradycji aszkenazyjskiej, którego król Zygmunt II August mianował pierwszym rektorem Akademii Talmudycznej w Lublinie. Znaczenie Maharszala wyraża jego epitafium: Tu leży najsilniejszy z silnych, Król wszystkich mędrców i nauczycieli, Silny jak Synaj, a przecież podnoszący góry, Wielka pochodnia, która latami dawała nam światło, w jego dziele „Morze Salomona” i wielu innych. Jego imię znane jest na całym świecie, bowiem wychował i rozsławił wielu uczniów. To on, wielki, cud świata, nasz Pan Salomon, syna Pana Jechiela Lurii.

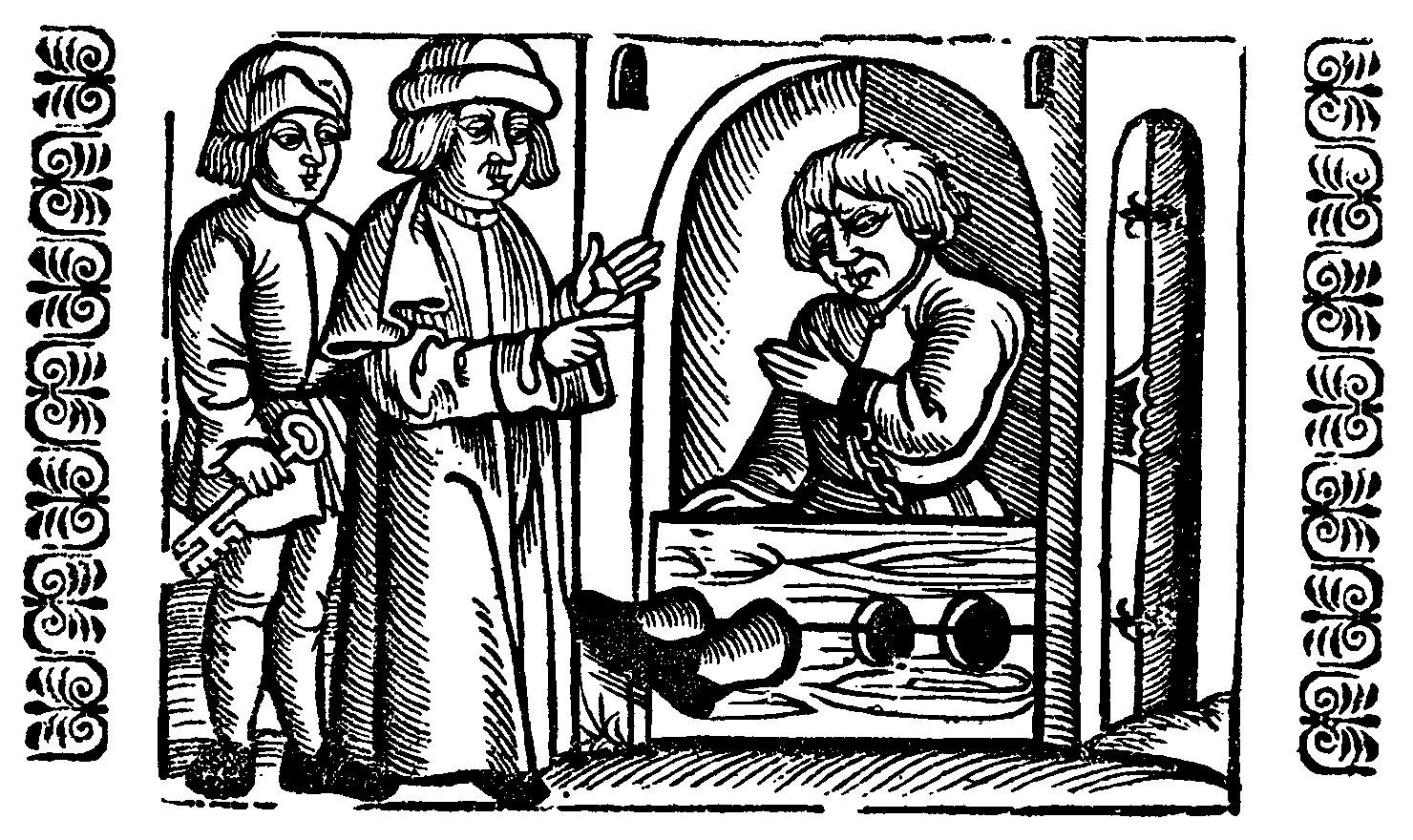
Chłop w dybach; Biernat z Lublina, Żywot Ezopa Fryga, Fig. 18

Według prof. Adama Łukaszewicza, utożsamianie w średniowieczu Słowian z niewolnikami miało wpływ na decyzję władców piastowskich, „którzy odcięli się od tradycji i przyjęli nie tylko chrześcijaństwo [zachodnie], ale i zachodni sposób życia”. Mateusz Mieses, w artykule Geneza wyrazu Cham, odnośnie do nowożytności, podobnie twierdził, że odcięcie się przez polską szlachtę (w jej mniemaniu napływowych Sarmatów) od autochtonicznych chłopów miało taką przyczynę. W związku z wcześniejszą legendą rodowodu Słowian, jako potomków Kanaana, stworzoną i spopularyzowaną przez Żydów, szlachta nie chciała uchodzić za autochtonicznych mieszkańców Polski i Rusi – Kananejczyków = Chamitów = niewolników. Dlatego stworzyła legendę sarmackiego – jafetyckiego pochodzenia tylko jej samej, jako ludności napływowej, odrębnej od chłopów polskich i ruskich – chamów, wyłączając ich ze swego narodu i uznając, zgodnie z poglądami Żydów i Niemców, za potomków Chama, skazanych na życie w poddaństwie względem potomków Jafeta i Sema.
Prof. Józef Matuszewski, w obszernym studium Geneza polskiego chama wykazał, iż określenie cham w odniesieniu do chłopa występuje wyłącznie w językach zachodniosłowiańskich i wschodniosłowiańskich oraz z polskiego w litewskim (chamas): „Kariera Chama odnosi się tylko do Słowian. Jedynie u nich uległ on procesowi apelatywizacji. A przy tym nie u wszystkich”. Taka apelatywizacja imienia Cham nigdy nie była notowana w żadnych językach germańskich, czy romańskich, ani nawet południowosłowiańskich, chociaż wszystkie one posiadały rozmaite przezwiska deprecjonujące chłopów. To zjawisko językowe i mentalne objęło więc swym zasięgiem, nie tylko „Sarmację”, ale i Czechy (gdzie nastąpiła germanizacja szlachty) oraz Rosję, gdzie szlachta podkreślała swe pochodzenie od Waregów, a zatem jedynie i w całości obszar, z którego w średniowieczu Żydzi pozyskiwali niewolników, uważany przez nich za zamieszkały przez Kananejczyków. Cały ten proces streścił prof. Stanisław Pigoń, pisząc:

Że słowo cham stało się obelżywym synonimem chłopa, to wyszło ze Starego Testamentu: w Palestynie nazwa Chananejczycy (tubylcy, jakoby potomkowie Chama ujarzmieni przez Żydów) była równoznaczna z wyrazem: niewolnicy. Przez wyobrażenia żydowskie przeniesiono to na Słowian (Slavi – Sclavi), ich też utożsamiając z Chamitami”.

W XVI wieku, obok rozpowszechnienia się określenia cham na chłopów słowiańskich oraz utrwalenia systemu poddaństwa na wschód od Łaby, wzmogła się prawna dyskryminacja Słowian na terenie Niemiec. Znacząco przyczyniła się do tego reformacja, począwszy od Marcina Lutra, który twierdził, że „ze wszystkich narodów najgorszym są Wendowie, pomiędzy których rzucił nas Bóg”. Los Niemców, propagujących protestantyzm wśród Słowian, porównał do „losu Chrystusa, który zszedł z Nieba między złych Żydów”. Był też przeciwny tłumaczeniu Biblii na język górnołużycki, używany jeszcze wówczas w okolicach Wittenbergi. W średniowieczu niemieccy feudałowie zwykle nie rozróżniali prawnie słowiańskich i niemieckich poddanych w obrębie stanu. Pod wpływem mieszczaństwa, w niemieckich krajach luterańskich, wprowadzono szereg form dyskryminacji. Zakazano nadawania Słowianom praw miejskich, w ogóle nie wolno było im osiedlać się w miastach, toteż powstawały słowiańskie osady podmiejskie, zwane chyże. Od każdego kandydata do cechu wymagano udowodnienia, że nie miał w rodzinie żadnego Słowianina, ani Słowianki (w Dreźnie wprowadzono to już w 1472 roku). Pojawiały się też zakazy żenienia się Niemców ze Słowiankami. W miejscach publicznych, czy w obecności osoby duchownej, nie wolno było nawet odezwać się po słowiańsku. Już od końca XIII wieku zaczęto wprowadzać zakazy używania języków słowiańskich w sądach, rozszerzane od połowy XIV wieku, pomimo Złotej Bulli cesarza Karola IV Luksemburskiego z 1356 roku, nakazującej „słowiańską mowę szanować”. Później wprowadzano też zakazy organizowania zabaw i noszenia strojów słowiańskich. Rugowano słowiańskich chłopów z ziemi i osiedlano Niemców.
Teza o pochodzeniu Słowian od Kanaana, czy ogólnie od Chama, nie była uznawana wśród Arabów, gdyż ich uczeni, jak Abū Muḥammad Ibn Qutaybah (829–889), twierdzili, że Słowianie są potomkami Madaja, syna Jafeta. Tak samo Al-Masudi „ojciec historyków arabskich” pisał, że „wszystkie narody słowiańskie” wywodzą się od Madaja, dodając, iż „takie jest podanie wielu ludzi, którzy trudzili się w tej sprawie”. Jednakże oznaczało to również ich niższy status wobec Arabów jako potomków Sema, a także wśród innych ludów pochodzących od Jafeta. Sa‘id Ibn Al-Musayyib (642–715), jeden z „siedmiu wielkich nauczycieli hadisów” twierdził, iż ludy pochodzące od Jafeta, wśród nich Słowianie, „są niewiele warte w przeciwieństwie do Persów i Bizantyjczyków, którzy pochodzą od Sema”. Ponadto według arabskiej tradycji każdy z potomków Jafeta miał otrzymać swoje osobne terytorium. Saqlab – przodek Słowian, który walczył o ziemię z braćmi, został przez nich pobity i musiał zadowolić się chłodnymi ziemiami na północy Europy.
Według legendy z anonimowego dzieła z XII wieku Zbiór historii i opowieści (Mojmal al-Tawarikh wa al-Qasas – مُجمل التواریخ و القصص), powstałego w państwie Ghaznawidów, ojciec Saqlaba, którego matka zmarła zaraz po jego narodzinach, został wykarmiony mlekiem suki, co było przyczyną jego „psiej” natury. Z tego też powodu jego syn został nazwany Saglabem→Saqlabem. Legenda ta pochodzi z tego, że perski uczony z XI wieku Abu Sa’id Gardezi podał ludową etymologię nazwy Słowianin, która jakoby wpierw brzmiała Saglabi i pochodziła od perskiego wyrazu sag oznaczającego psa.

## Handel słowiańskimi niewolnikami

### 550–950
Pierwsi niewolnicy słowiańscy pojawili się w innych krajach w dużej liczbie już dziesięć lat po wkroczeniu Słowian jednoznacznie na karty historii, gdy około 560 roku Awarowie podbili Słowian wschodnich, pustosząc ich ziemie w drodze nad Dunaj, a następnie ich sprzedając. Kolejni niewolnicy słowiańscy znaleźli się Bizancjum w wyniku trwających konfliktów z Awarami i Bizantyjczykami. Część z nich przez Bizancjum trafiła aż do Persji. Al-Masudi, czołowy ówczesny historyk i geograf arabski w pracy Łąki złota i kopalnie drogich kamieni (Murudż az-zahab wa-ma’adin al-dżawahir – مروج الذهب ومعادن الجواهر) pisał o „niewolnicach słowiańskich krwi królewskiej”, posłanych w upominku przez cesarza Maurycjusza władcy sasanidzkiemu Chosrowi II Parwizowi.

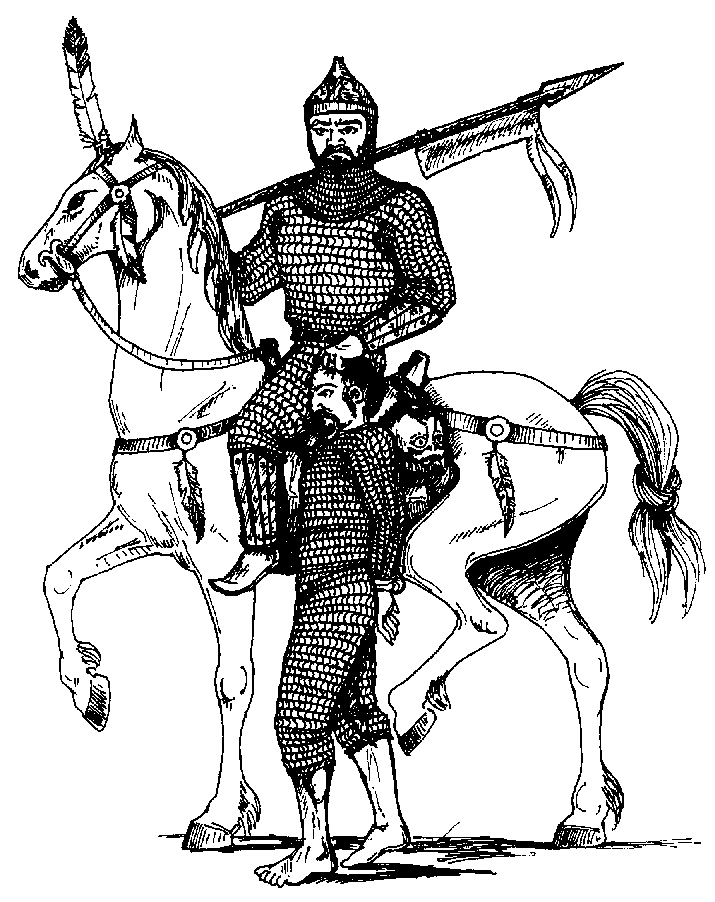
Wojownik chazarski prowadzący jeńca, rekonstrukcja rysunku z VIII w.

Stała, masowa eksploatacja Słowiańszczyzny, jako rezerwuaru niewolników, zaczęła się w drugiej poł. VII wieku wraz z podbojem części plemion słowiańskich przez Chazarów, a równocześnie z ekspansją Arabów budujących islamskie imperium z ogromnym zapotrzebowaniem na niewolników (prof. Fernand Braudel, czołowy przedstawiciel szkoły Annales, nawet nazwał islam „cywilizacją niewolniczą par excellence”) . Arabowie czasem sami chwytali słowiańskich niewolników podczas wypraw. Gdy Marwan II, jeszcze jako wódz, napadł na Chazarów w 737 roku, uprowadził do niewoli i osiedlił na Kaukazie 20 tys. „Słowian, którzy mieszkali w ziemi Chazarów”. Historyk z X wieku Al-Baladhuri podawał, iż uciekli oni potem, lecz Marwan ich schwytał. Zasadniczo jednak dostarczali ich Chazarowie, głównie spośród podbitych przez nich Wiatyczów, Radymiczów i Siewierzan.
W VII wieku ustalił się też podział stref wpływów w handlu międzynarodowym pomiędzy kupcami w Europie. Domeną Żydów stały się tereny Europy Zachodniej oraz Południowo- i Środkowo-Wschodniej, zaś Włochów Bizancjum i basen Morza Śródziemnego. Handel niewolnikami na dużą skalę w kierunku zachodnim w Europie rozpoczęli Żydzi w IX wieku, a ich źródłem również była Słowiańszczyzna. Od pocz. tego wieku notowana jest sprzedaż przez nich niewolników do Al-Andalus. Do połowy X stulecia wykorzystywano główne szlaki handlowe do pędzenia słowiańskich niewolników na sprzedaż Arabom. Opisał je w latach 845–847 perski geograf i podróżnik Abu’l-Qasim Ubaydallah ibn Abdallah ibn Khordadbeh (ok. 820–912) w Księdze dróg i królestw (Kitāb al-Masālik wa’l-Mamālik – كتاب المسالك والممالك). Uzupełnieniem jego opisów są teksty innych autorów, m.in. Relacja [z podróży] (Risāla – رساله), inaczej Księga (Kitāb), którą napisał Ahmad ibn Fadlan w 923 roku.
Główne szlaki północ–południe wiodły Wołgą oraz Dnieprem, będąc częścią szlaku od Waregów do Greków. Kijów, w okresie jego wcielenia lub uzależnienia przez Chazarów, a następnie panowania w nim Skandynawów, został rozwinięty jako centrum gromadzenia i sprzedaży słowiańskich niewolników. Z niego byli oni transportowani w kierunku wschodnim wprost do Itil (ten stepowy szlak później był trudny przez najazdy ludów koczowniczych), bądź Dnieprem, Oką i Wołgą do Bułgaru Wielkiego, a potem na południe Wołgą i Morzem Kaspijskim do Kalifatu Bagdadzkiego, Chorezmu lub Chorosanu, a niektórzy dalej: do Indii lub Chin. Z Kijowa w kierunku południowo-zachodnim zaś Dnieprem do Chersonia, gdzie był ośrodek handlu żydowskiego, lub Donem, a następnie Morzem Czarnym do Konstantynopola; albo w kierunku zachodnim przez Panonię, a dalej na południe do Wenecji i statkami włoskimi do Konstantynopola i Afryki bądź na zachód Dunajem do Ratyzbony, z niej do Moguncji, Verdun i Lyonu, skąd do portów w Arles i Narbonie, z których statkami żydowskimi byli wiezieni do krajów arabskich lub lądem do Kordoby. Głównym portem przeładunkowym słowiańskich niewolników transportowanych przez Żydów była Almería. Stamtąd część z nich było rozprowadzanych po arabskiej Afryce Północnej, aż do Egiptu. Inni trafiali na Sycylię.
Statki żydowskie z Europy płynęły też wprost do Peluzjum, skąd karawany szły nad Morze Czerwone, by kolejnymi statkami płynąć do Dżuddy i dalej do Indii i Chin; albo z Europy morzem do Antiochii, skąd lądem i Eufratem do Bagdadu, a następnie z Omanu także do Indii i Chin. Tymi dwoma szlakami wywożono na wschód niewolników słowiańskich, ale też frankijskich, hiszpańskich, longobardzkich i greckich. Główną oś kontynentalną stanowiła linia Itil/Bułgar–Kijów–Raffelstetten–Ratyzbona–Lyon–Kordoba, będąca drogą handlową z Azji Środkowej do Europy Zachodniej, łącząca się na Wołdze i Dnieprze z liniami północ–południe. Na przełomie IX/X wieku Węgrzy sprzedawali w Kerczu Bizantyjczykom niewolników słowiańskich zdobytych podczas swych łupieżczych wypraw w Europie. W X wieku powstał nowy odcinek szlaku z Kijowa na zachód, przez Grody Czerwieńskie i Kraków (pod władzą czeską) do Pragi, która stała się węzłem w handlu niewolnikami.
Kaganat Chazarski, jako typowe imperium stepowe, służył jako źródło i dostawca niewolników, a także jako organizator handlu niewolnikami. Jego władcy czerpali znaczny dochód z poboru 10% cła na handel zagraniczny swoich poddanych i kupców tranzytowych. „Niezliczeni niewolnicy”, według anonimowego dzieła Granice świata (Ḥudūd al-ʿĀlam – حدود العالم), byli głównym przedmiotem eksportu Chazarii, obok bydła i skór. Jeden ze szlaków wywozu niewolników prowadził do Azerbejdżanu. Przeniesienie w połowie VIII wieku stolicy na północ, do Itil, było związane z przekształceniem szlaku Wołga–Morze Kaspijskie w główny dla Chazarii i zyskaniem połączenia ze szlakiem Europa–Chorezm. Chazarowie zwykle jednak sami nie organizowali dalekosiężnego handlu niewolnikami, lecz tylko zapewniali dostawy i organizację na miejscu. Transportem niewolników zajmowali się kupcy chorezmijscy i żydowscy (utożsamiani z radanitami). Ci drudzy pochodzili z Babilonii, skąd osiedlali się też w samej Chazarii, gdzie szerzyli judaizm i z Europy Zachodniej. Przejście ich karawan z Kijowa do Konstantynopola trwało miesiąc, a do Kordoby trzy miesiące .

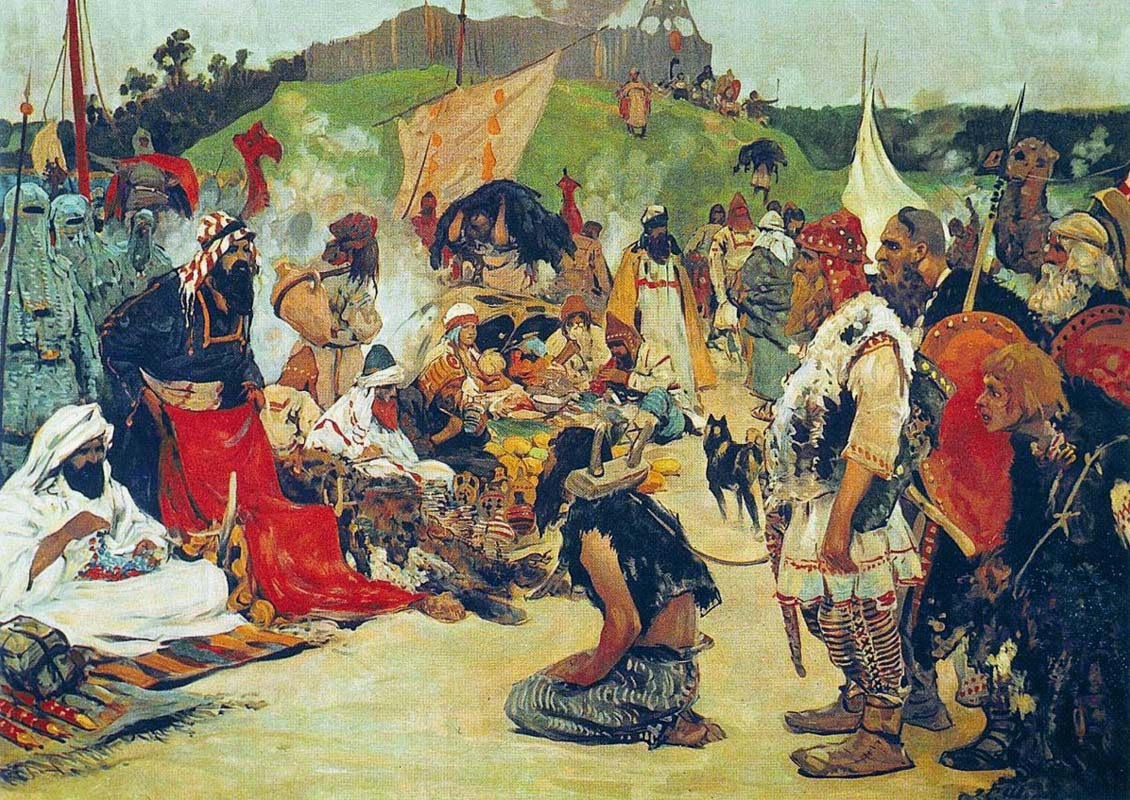
Targ w kraju wschodnich Słowian, Siergiej Iwanow, 1909; Skandynawowie sprzedają niewolnika muzułmanom

Od VIII wieku wschodnią Słowiańszczyznę od północy opanowywali szwedzcy wikingowie: wpierw Waregowie, a od poł. IX wieku Rusowie, którzy według źródeł arabskich „nie mieli pól uprawnych, a żywność zdobywali rozbojem, chwytali Słowian do niewoli”, i Dnieprem lub Wołgą transportowali na południe. Niewolnicy, obok futer stanowili główny przedmiot handlu Rusów, a pozyskiwali ich nie tylko z plemion wschodniosłowiańskich, ale i fińskich. Szwedzcy łowcy niewolników grupami po 100–200 ludzi łodziami wdzierali się do miejscowości Słowian, porywali ich i sprzedawali w Bułgarze, Hazaranie (handlowej dzielnicy Itilu) lub Konstantynopolu. Korzystając ze znacznej przewagi militarnej nad podzielonymi plemionami słowiańskimi i z ciągłego popytu w krajach islamskich, Szwedzi zwani Rusami przyczynili się do systematycznej eksploatacji i wyludnienia wschodniej Słowiańszczyzny. W okresie pierwszej wzmianki o Rusach w 839 roku mieli już własne państwo, a tytuł jego władcy Kagan Rusi wskazywał na dynastyczny sojusz i bliską współpracę z Chazarami. Kagan Bułgarii Kamskiej pobierał jako cło, co dziesiątego niewolnika transportowanego przez Rusów do Kalifatu Bagdadzkiego. Węzłem handlowym, w którym sprzedawano niewolników pędzonych przez Rusów ze wschodniej Słowiańszczyzny do Bizancjum, był Perejasławiec nad Dunajem (koło Tulczy), opisany przez Nestora pod rokiem 969, zniszczony zapewne wskutek najazdu Pieczyngów w XI wieku.
Żydowscy handlarze słowiańskimi niewolnikami cieszyli się poparciem władców frankońskich. Ludwik I Pobożny nie tylko udzielał im pozwoleń, ale zwolnił ich z cła za niewolników. W sytuacjach konfliktów z hierarchami Kościoła, którzy stawali w obronie niewolników, on i jego następca Karol II Łysy brali stronę Żydów. Wśród zachowanych dokumentów z lat 825–830 znajduje się cesarski list żelazny dla żydowskiego handlarza niewolnikami Abrahama, zaopatrującego także dwór w Akwizgranie w różne towary oraz przywileje dla handlarzy niewolnikami z Lyonu: Dawida i Józefa. Ibrahim al-Qarawi opisywał w IX wieku, że „Frankowie są sąsiadami Słowian. Zagarniają ich jako jeńców wojennych i sprzedają w Hiszpanii, co się często zdarza. [Jeńcy ci] zostają wykastrowani przez Żydów, którzy są pod ochroną Franków i zamieszkują Imperium Franków oraz sąsiednie terytoria muzułmańskie. Ci kastraci są eksportowani z Hiszpanii do wszystkich innych krajów muzułmańskich”. Clément Venco z Uniwersytetu Tuluza II twierdzi na podstawie tego i innych dokumentów, iż już w IX wieku nie tylko Żydzi, ale też sami Frankowie bezpośrednio dostarczali słowiańskich niewolników Arabom.
Miasta niemieckie, głównie Moguncja i Wormacja, pełniły funkcję ośrodków etapowych w tym handlu. Jednorazowo w karawanie handlarze prowadzili do kilkudziesięciu niewolników. Część pędzonych niewolników, uznana na granicach za niezdatnych do dalszej drogi, trafiała na rynki lokalne w Europie . Największy zysk, ponad dziesięciokrotny, przynosiło dostarczenie niewolników z Europy Środkowej do Kordoby, do Bizancjum trzykrotny, gdzie w IX wieku słowiański niewolnik kosztował 10 nomism (32 gramy złota), a czarny niewolnik 4 nomismy (roczna płaca robotnika najemnego wynosiła 2 nomismy). Friedrich Schlette (1915–2003), niemiecki prehistoryk pisał, że w X wieku cena niewolnika na terenie Niemiec wynosiła 300 gramów srebra (tyle co koń) . Al-Mukaddasi informował, że cena za niewolnika w Chorezmie (gdzie dostarczano ich w wielkiej liczbie ze wschodniej Słowiańszczyzny) wynosiła 20–30 dirhemów (ok. 60–90 gramów srebra).
Zyski czerpali nie tylko żydowscy kupcy wędrowni, pochodzący z Niemiec, Francji i Hiszpanii, ale i organizatorzy faktorii handlowych w miastach słowiańskich, będących ośrodkami handlu niewolnikami, jak Praga, gdzie już w pierwszej poł. X wieku istniał spory i zamożny kahał. Zyski z ich handlu czerpali też Niemcy, przez pobieranie od Żydów cła na niewolników. Poświadczają to źródła z komory celnej w Raffelstetten nad Dunajem (Inquisitio de theloneis Raffelstettensis z 903/6 roku), na granicy bawarsko-morawskiej, na głównym szlaku niewolniczym ze Słowiańszczyzny wschodniej. Znajdował się tam wielki targ do handlu z Rusią, zwany od tego Ruzaramarcha, zatwierdzony przez króla Ludwika Niemca w 863 roku. Dostarczano z niej na ten targ głównie niewolników i konie. Na zachód i południe od węzłów handlowych, wzdłuż szlaków niewolniczych powstawały osady żydowskie do ich etapowej obsługi, o charakterystycznych nazwach: Judenburg, Judendorf, Forum Iudaeorum, Völkermarkt, Judenau.

### 950–1150

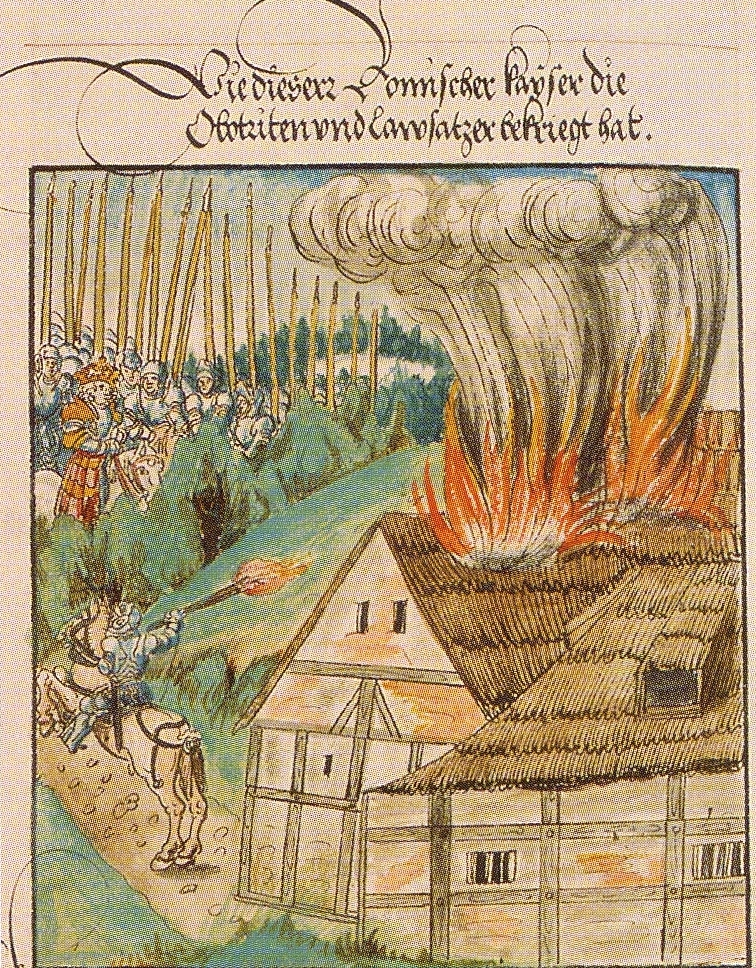
Dewastacja ziemi słowiańskiej w wyprawie Ottona III przeciw Obodrytom i Lucicom w 995, ilustr. w Chronik der Sachsen warsztatu Lucasa Cranacha

Henryk I Ptasznik, po podbiciu w 929 roku części południowego Połabia, zaczął stamtąd masowo sprowadzać niewolników. Pisze o tym Widukind z Korbei w Dziejach Sasów. Ostateczne podbicie znacznej części Słowian połabskich przez margrabiego Gerona, dokonane głównie w latach 955–965, otworzyło nowe możliwości Niemcom. Sascy zdobywcy sprowadzali dużą liczbę słowiańskich niewolników na zachód. Ważną rolę w handlu nimi odgrywały w związku z tym miasta Magdeburg i Merseburg. Aktywni byli tam żydowscy handlarze, pędzący ich dalej, których działalność regulowały ustawy miejskie z lat 965 oraz 973–983. Funkcjonowały też intensywnie w tym czasie odcinki na szlakach niewolniczych: Magdeburg–Moguncja, Magdeburg–Ratyzbona wzdłuż Soławy oraz Magdeburg–Praga wzdłuż Łaby, którym podróżował Ibrahim Ibn Jakub. Magdeburg był zasadniczo węzłem do wywozu niewolników z podbijanego przez Niemów Połabia. Zyski z tego procederu czerpali, oprócz Żydów, władcy sascy, a także kupcy niemieccy oraz arcybiskupstwo magdeburskie. Połabianie byli również zmuszani przez Niemców do przekazywania niewolników jako trybut. Otton I Wielki w 971 roku odstąpił biskupstwu miśnieńskiemu 1/10 trybutu pobieranego od Dalemińców, Niżan, Działoszan, Milczan i Łużyczan, płaconego w różnych towarach, monetach i niewolnikach.
W połowie X wieku kupcy żydowscy zostali całkowicie wyparci ze szlaków śródziemnomorskich, przede wszystkim przez włoskie miasta kupieckie: Wenecję (która w 960 roku wprowadziła zakaz korzystania przez nich z jej statków i portów), Amalfi i Bari, toteż skupili się na szlaku wschód-zachód przez Słowiańszczyznę. W tym czasie nastąpiła zarazem intensyfikacja żydowskiego handlu słowiańskimi niewolnikami drogą lądową. Odtąd też datują się próby wyparcia handlarzy żydowskich i włoskich przez niemieckich z intratnego handlu Słowianami. Przez pewien czas nastąpiło ograniczenie we włoskim handlu niewolnikami, gdy Pietro IV Candiano, Doża Wenecji w latach 959–976, zakazał sprzedawania niewolników do Bizancjum. Uniemożliwiło to weneckie wyprawy po niewolników znad Morza Czarnego. Nacisk na niego wywarł cesarz Otton I, który w tym czasie prowadził ekspansję na Połabie i określił się jako chrystianizator i protektor Słowian. W związku z tym jednak Wenecjanie zaczęli porywać do niewoli Słowian znad Neretwy (Narentan), których nazywali schiavi narentini .
W tych dziesięcioleciach Niemcy, w związku z dalszymi podbojami Połabia, otworzyli nowy szlak niewolniczy do wywozu Słowian: od Magdeburga na północ do portów nadbałtyckich, skąd statkami transportowali ich do Galicji, a z niej do arabskiej Hiszpanii, podobnie jak już wcześniej czynili Duńczycy porywający Połabian i Pomorzan oraz wikingowie. Ci drudzy transportowali drogą morską na zachód także niewolników uprowadzonych z północno-wschodniej Słowiańszczyzny. Najważniejszym węzłem Skandynawów w handlu niewolnikami było Hedeby (po 1066 roku Szlezwik) . Główne odcinki lądowe szlaków niewolniczych pozostały zdominowane przez Żydów niemieckich od Łaby do Renu, na którym Niemcy pobierali kolejne cła. Na zachód od Renu dominowali w tym handlu Żydzi francuscy, którzy odkupywali niewolników na granicy. Żydzi utrzymali dominację w handlu niewolnikami do końca XI wieku. Cesarz Henryk IV Salicki udzielił im dalszych przywilejów w tym procederze w 1074 roku dla Żydów w Wormacji, a w 1090 roku dla Żydów w Spirze.
Na wyludnionych tym sposobem ziemiach zachodnich Słowian germańscy zdobywcy przeprowadzali Ostsiedlung („niemieckie osadnictwo na Wschodzie”), które pod koniec XI wieku rozpoczął Wiprecht z Grójca. Był on, wraz z dwoma feudałami oraz niemieckimi biskupami Połabia, autorem odezwy z 1108 roku, zawierającej m.in. słowa: „Poganie ci (Słowianie połabscy) są najgorsi, lecz ziemia ich najobfitsza [...]. Z tego powodu o Sasi, Frankowie, Lotaryńczycy, najsławniejsi i poskromiciele świata, tutaj będziecie mogli i dusze wasze zbawić i jeżeli się tak spodoba, pozyskać najlepszą ziemię do zamieszkania”. Kolonizację niemiecką na ziemi słowiańskiej w XII wieku kontynuowali na masową skalę: Henryk Lew, Albrecht Niedźwiedź i Konrad Wielki.
Na wschodniej Słowiańszczyźnie od poł. X wieku doszło do stopniowych zmian w handlu niewolnikami. W 965 roku Światosław I, pierwszy skandynawski władca Rusi określany słowiańskim imieniem, pokonał Kaganat Chazarski, a w 969 roku spustoszył Itil i Bułgar. Dzięki temu Rusowie, wywożący słowiańskich niewolników na południe, uzyskali dostęp do Kalifatu Bagdadzkiego i Bizancjum, bez pośrednictwa Chazarów; lecz po dwudziestu latach, pod naciskiem Chorezmu wycofali się z Itilu. Na skutek osłabienia Chazarii doszło jednak do kolejnych inwazji przez Step Pontyjski ludów koczowniczych. Pieczyngowie około 1015 roku odcięli Ruś od Morza Czarnego i Kaspijskiego, w rezultacie blokując jej handel, w tym wywóz niewolników, na południe. W związku z tym na terenie Rusi nie ma znalezisk dirhemów emitowanych po 1015 roku. Wśród Pieczyngów pozostali aktywni kupcy z Chorezmu. W 1036 roku Pieczyngowie zostali pokonani przez Ruś, lecz już od 1055 roku ich miejsce zajęli Połowcy, którzy wielokrotnie najeżdżali Ruś i sprzedawali słowiańskich niewolników Żydom w Chersoniu. W tym czasie doszło też do kryzysu w Kalifacie Bagdadzkim w wyniku najazdu Turków Seldżudzkich, którzy zajęli Bagdad. Niemniej jednak o wywozie niewolników ze Słowiańszczyzny do krajów islamskich wspominają źródła arabskie i perskie jeszcze w XI–XII wieku. Źródła hebrajskie stwierdzają kontakty Rusi z Bagdadem przez tereny Połowców w XII wieku za pośrednictwem Żydów kijowskich.

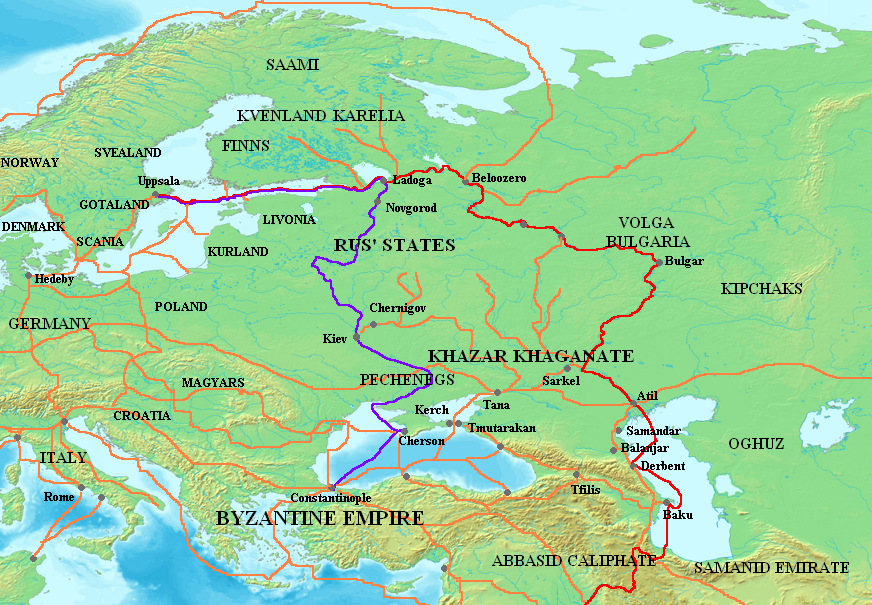
Niektóre szlaki handlowe w VIII-XI w.

Kijów, od czasu pokonania Chazarów przez Ruś Kijowską, rozwinął się jeszcze jako centrum handlu niewolnikami. W związku z ograniczeniem kierunku wschodniego nastąpiła intensyfikacja ich wywozu w kierunku zachodnim. Światosław I planował nawet w 967 roku przenieść stolicę do Perejasławca nad Dunajem właśnie ze względu na handel, m.in. niewolnikami. Thietmar ok. 1015 roku wzmiankował w Kijowie dużą liczbę niewolników. Źródła hebrajskie z tamtego czasu mówią o intensywnym handlu Żydów zachodnioeuropejskich z Kijowem. Znajdowały się w nim osobne dzielnice żydowskie: radanicka (zachodnia) i chazarska. Taryfy celne czeskie i austriackie z XII wieku informują, że kupcy wciąż pędzili niewolników z Kijowa do Ratyzbony. Przez ziemie polskie wiodły dwa odgałęzienia szlaku z Kijowa od Włodzimierza Wołyńskiego do Wisły. Około połowy X wieku powstał szlak z Kijowa do Gniezna, biegnący Dnieprem, Prypecią, Bugiem i Wisłą. Taryfa celna z XII wieku z Pomiechówka dla kupców przybywających tą trasą stwierdza, że sprowadzano nią niewolników z Rusi także do Polski.
Pod koniec XI stulecia pojawiły się pierwsze ograniczenia dla Żydów w tym zakresie. Jak pisze Kosmas z Pragi w Chronica Boëmorum, w 1091 roku w Czechach przewidziano kary dla żydowskich kupców, którzy sprzedawaliby Czechów za granicę. W 1098 roku książę Czech Brzetysław II skonfiskował Żydom ruchomy majątek. Wielu czeskich Żydów przeniosło się wówczas do Polski. Pod wpływem duchowieństwa w pierwszej poł. XII wieku także na Węgrzech znacznie ograniczono działalność żydowskich handlarzy niewolnikami. Król Węgier Koloman Uczony wydał dekret zakazujący Żydom handlować chrześcijanami i trzymać ich jako niewolników oraz wszystkim kupcom wywozić za granicę niewolników urodzonych na Węgrzech. Niewolnicy ci byli m.in. potomkami jeńców z czasów wypraw łupieżczych oraz podbitymi Słowianami panońskimi z ludu, zwanymi Totok.
Do znacznego zmniejszenia się udziału Żydów w handlu niewolnikami słowiańskimi przyczyniły się ubocznie wyprawy krzyżowe. Już podczas organizacji pierwszej wyprawy krzyżowej, uczestnicy wyprawy ludowej w 1096 roku dopuścili się pogromów antyżydowskich w miastach niemieckich, będących jego ośrodkami. Jeden z hufców ludowych dokonał pogromu w Pradze. Podobne zdarzały się też podczas drugiej wyprawy ludowej w 1147 roku. Potoczna publicystyka widzi w nich tylko przejaw „fanatyzmu” i „antysemityzmu”. Naukowcy badający to zagadnienie, jak Ignacy Schiper, upatrywali w nich narzędzie walki konkurencyjnej rosnącego wówczas w siłę kupiectwa niemieckiego z żydowskim. Przez usamodzielnienie miast Żydzi stracili też oparcie, jakie mieli od władców. Ponadto w 1096 roku Żydów „kananejskich” i niemieckich ogarnął ruch mesjański. Dołączyły do nich także niektóre judaistyczne plemiona chazarskie i razem, jak krzyżowcy, udali się przez Bizancjum do Ziemi Świętej, by tam „przywitać Mesjasza”. W związku ze znacznym zmniejszeniem napływu słowiańskich niewolników do Hiszpanii w ciągu XI wieku wzmianki o Sakalibach znikają z tamtejszych źródeł arabskich. Zdobycie Kordoby przez Almohadów w 1148 roku położyło ostatecznie kres pomyślności hiszpańskich Żydów, którzy zostali zmuszeni do przyjęcia islamu bądź emigracji. Zamknęło to ten okres w dziejach niewolnictwa Słowian. Istotnym zajęciem Żydów europejskich, którzy wzbogacili się na handlu słowiańskimi niewolnikami, stało się odtąd udzielanie pożyczek pod zastaw.

## Obrońcy słowiańskich niewolników
Źródła pisane przekazują niewiele informacji o osobach stających w obronie Słowian pędzonych na sprzedaż Arabom jako niewolników. W literaturze fachowej jako pierwszy wymieniany jest Agobard, lokalnie czczony jako święty, arcybiskup Lyonu, archidiecezji leżącej na terenie kluczowego węzła szlaków niewolniczych ze Słowiańszczyzny na południowo-zachodnie krańce Europy. W 826 roku napisał on list do cesarza Ludwika Pobożnego i dostojników jego dworu, zatytułowany Epistola ad Proceres Palatii contra Praeceptum impium de baptismo Judaicorum mancipiorum, a w 829 roku De insolentia Iudaeorum, w których skarżył się na ten proceder. Cesarz zdecydowanie sprzyjał żydowskim handlarzom niewolnikami, wydał też zakaz chrzczenia niewolników bez zgody ich żydowskich właścicieli, co arcybiskup mu wypominał. Agobard, broniąc także nieochrzczonych niewolników, w piśmie Consultatio et supplicatio de baptismo Judaicorum mancipiorum, wykraczał również poza ówczesne prawo kościelne. Sam wykupywał niewolników z rąk żydowskich, oferując po 20–30 solidów, czyli znacznie więcej niż ustalona przez synod w Mâcon w 581 roku stawka 12 solidów za wykup niechrześcijańskiego niewolnika od Żyda. Prowadził także służbę misyjną wśród słowiańskich niewolników i chrzcił ich, za co był nawet sądzony oraz starał się zapobiegać konwertowaniu na judaizm zarówno nieochrzczonych, jak i chrześcijańskich niewolników, których właściciele pozostawiali sobie. Ostre słowa abpa Agobarda na temat Żydów, skierowane do cesarza i sprzyjającego im też arcybiskupa Narbony Nebrydiusza, w publicystyce czasów współczesnych zostały uznane za przejaw „antysemityzmu”.
Kwestię słowiańskich niewolników pędzonych dla Arabów przez frankońskich Żydów, ale też przez handlarzy chrześcijańskich, poruszył synod w Meaux w latach 845–846, zakazując sprzedawania ich do krajów muzułmańskich. Niepokój Kościoła budziło spodziewane przechodzenie tam na islam, zarówno chrześcijańskich, jak i niechrześcijańskich niewolników. Synod nakazywał pozostawienie ich w obrębie Frankonii, z intencją nawrócenia na chrześcijaństwo. Misję Agobarda kontynuował jego następca abp Amulo, adwersarz króla Karola Łysego, sprzyjającego żydowskim handlarzom i nieakceptującego postanowień synodu. Te oraz następne postanowienia kościelne nie przyniosły jednak większych rezultatów w zahamowaniu tego handlu.
W Wielkich Morawach, gdzie w drugiej połowie IX wieku frankoński kler łaciński bezwzględnie zwalczał liturgię słowiańską, wprowadzoną w tym państwie przez św. Metodego, po jego śmierci w 885 roku, książę Świętopełk I stanął po stronie Franków. Wówczas część duchownych słowiańskich, z arcybiskupem św. Gorazdem na czele, wypędzono, część zamordowano, a innych prezbiterów i diakonów sprzedano Żydom. Jak stwierdza Żywot św. Nauma: „Ci Żydzi wzięli ich i zawiedli do Wenecji, gdzie ich sprzedali”. Tu wykupił ich poseł wschodniorzymski w tym mieście, a cesarz Bazyli I Macedończyk udzielił im schronienia w Dalmacji, gdzie dali tam początek, zachowywanemu w dalszych wiekach, obrządkowi słowiańskiemu, z ośrodkiem na wyspie Krk.
Chrystianizacja krajów słowiańskich, postępująca w IX i X stuleciu, nie zahamowała handlu niewolnikami z nich pochodzącymi. Arcybiskup Moguncji Fryderyk, na początku swej posługi w 937 roku, napisał list do papieża Leona VII w tej sprawie. W odpowiedzi otrzymał opinię autorstwa bliżej nieznanego duchownego Gerharda, w której ten wymijająco powoływał się na Grzegorza I i synod w Meaux, nie stwierdzając zarazem, by należało się przeciwstawić żydowskiemu handlowi słowiańskimi niewolnikami, lecz zachęcał do znalezienia modus vivendi z Żydami.

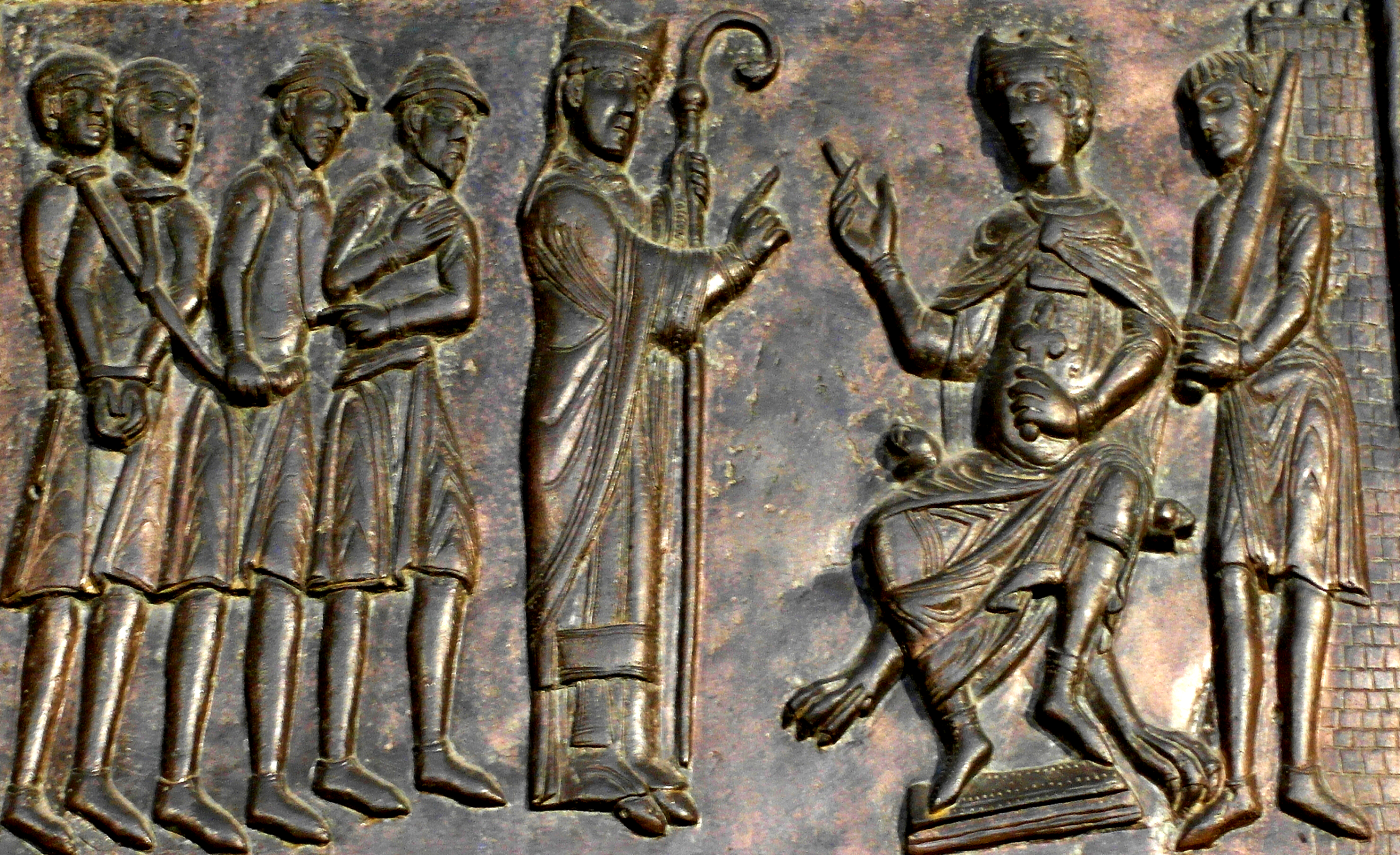
Święty Wojciech upomina Bolesława II, po lewej słowiańscy niewolnicy trzymani na postronkach przez Żydów; Drzwi Gnieźnieńskie

W kolejnych dziesięcioleciach w Pradze sprzedawano wielu słowiańskich niewolników żydowskim handlarzom. Usiłował temu zapobiec święty Wojciech, biskup Pragi. Pisali o tym: św. Bruno z Kwerfurtu, który w Żywocie drugim św. Wojciecha obwiniał Czechów o to, że „chrześcijańskich niewolnych sprzedawali niewiernym Żydom” oraz Jan Kanapariusz w Żywocie pierwszym św. Wojciecha podający, iż trzecim powodem odejścia św. Wojciecha z Pragi w 989 roku, „była dola jeńców i niewolników chrześcijańskich, których kupiec żydowski kupował za nieszczęsne złoto, i to tylu, że biskup nie mógł ich wykupić”. Obaj opisali, że Wojciech zajął się tą sprawą pod wpływem objawienia. Autor Drzwi Gnieźnieńskich przedstawił to objawienie w kwaterze VII, natomiast w kwaterze VIII wyraził scenę nieopisaną w tych żywotach, jak św. Wojciech upomina króla czeskiego Bolesława II, by zakazał tego procederu.

Ukazał mu się też w sennym widzeniu Pan, budząc go i nakazując, by powstał z gnuśnego snu. [...]: „Jam jest Jezus Chrystus, którego sprzedano; i oto znowu sprzedają mnie Żydom, a ty jeszcze chrapiesz?” [...] Gdy [Wielichowi] opisywał swe widzenie, ów łaskawy ksiądz odpowiedział mu w duchu jego własnych słów i myśli: „Gdy chrześcijan sprzedaje się Żydom, tę sprzedaż odczuwa sam Chrystus, gdyż myśmy Jego ciałem i członkami, w Nim się ruszamy i jesteśmy”.

Na początku XI wieku Sasi podbijający Słowian połabskich wielu z nich sprzedawali Żydom jako niewolników. Na znaczną skalę czynił to Guncelin z Kuckenburga, margrabia Miśni. Kilkakrotnie upominał go za to król Henryk II Święty, a gdy to nie odniosło skutku, w 1009 roku pozbawił go urzędów. Thietmar z Merseburga w swej Kronice podkreśla, iż król kierował się kościelnymi statutami synodalnymi. Z tych samych powodów jego następca, Konrad II Salicki kierował pisma do margrabiów saskich, czerpiących korzyści ze sprzedaży Żydom jeńców i niewolników słowiańskich. W późniejszych dziesięcioleciach jednak król niemiecki Henryk IV Salicki udzielił kolejnych przywilejów żydowskim handlarzom, ułatwiając im ten proceder.
W pierwszej wzmiance o Żydach w Polsce, dotyczącej 1086 roku, Gall Anonim w swej Kronice i czynach książąt, czyli władców polskich, stwierdził, iż księżna Judyta, żona Władysława I Hermana i matka Bolesława III Krzywoustego, do dnia śmierci „dokonywała dzieł pobożności względem ubogich i niewolników, mnogich chrześcijan z niewoli w rękach Żydów wykupując”.

## Słowiańskie niewolnice seksualne
Wraz z pierwszym zniewoleniem Słowian przez Awarów w drugiej połowie VI wieku, rozpoczynają się dzieje słowiańskich niewolnic seksualnych. Po podboju Słowiańszczyzny panońskiej w 567 roku, a następnie Morawian, Awarowie część mężczyzn jako niewolników wcielili do swej armii, pozostałych obłożyli podatkami, zaś liczne żony i córki Słowian zagarnęli na konkubiny. Okres ten zakończył się, gdy w 623 roku wybuchło na Morawach powstanie antyawarskie, które wzniecili ich awarsko-słowiańscy potomkowie, na czele z Samonem, który sam był frankońskim handlarzem i właścicielem haremu Słowianek.
Kilkadziesiąt lat później zaczął się, trwający nieprzerwanie przez pięć wieków, proces dostarczania przez Chazarów, Skandynawów, a następnie Żydów, niewolnic słowiańskich Arabom do haremów. Białe kobiety miały dla nich szczególną wartość. Stanowiły one większość niewolników słowiańskich pędzonych do krajów islamskich, ponieważ za bardziej użytecznych do prac fizycznych uważano niewolników-mężczyzn z Afryki. Słowiańscy mężczyźni stanowili głównie uzupełnienie do wojska i służby dworskiej oraz domowej, zwłaszcza jako eunuchowie . Dziewczęta ze Słowiańszczyzny były najbardziej cenne, na tyle, że na wielkim targu niewolniczym Ruzaramarcha na granicy bawarsko-morawskiej w IX–X wieku płacono za nie trzy razy więcej niż za mężczyzn, a cło przywozowe było cztery razy wyższe. Skandynawowie sprzedawali niewolnice za 1–3 grzywny (wg różnych miar od ok. 200 g do 1 kg) srebra.
Słowianki tradycyjnie kojarzone były przez Arabów jako blondynki. Rozróżniali oni kilka odcieni słowiańskich włosów. Do ich określenia najczęściej używano przymiotników aṣhab (blond) i ašqar (rudy). Ibn al-Faqih dodawał do nich jeszcze amhaq (matowo-biały) i muġrab (biały). Al-Dżahiz wyróżniał trzy barwy włosów u Słowianek: aṣ-ṣuhūba (blond), al-ḥumra (ruda) i al-bayaḍ (jasny blond). „Słodkie i delikatne dziewczęta słowiańskie” były szczególnie cenione przez Arabów. W wyjątkowych sytuacjach płacili oni za niewolnicę nawet 50 000 dinarów (ponad 200 kg złota). Popyt na kobiety był u nich wielki, nie tylko do prac domowych, ale też do haremów kalifów, sułtanów i wysokich dygnitarzy, których „afrodyzjacka religia”, jak ją określił Alexandre Skirda, spowodowała poligamię w szerokim sensie, ponieważ oprócz czterech legalnych żon aprobowanych przez Koran, zezwalała na korzystanie z nieograniczonej liczby konkubin, najczęściej niewolnic. Jeden z rekordzistów, Abd ar-Rahman III, panujący w Kordobie w latach 912–961, miał harem z 6300 kobietami, eunuchami i sługami. Fatymidzi panujący w Afryce Północnej w latach 909–1171, w pałacu w Kairze, mieli harem liczący 12 000 osób .
Do haremów w Kalifacie Bagdadzkim od VIII do X wieku trafiały niewolnice nie tylko słowiańskie, ale też, wedle zróżnicowanych gustów Arabów, także greckie i hiszpańskie, transportowane drogą morską z portów południowej Europy statkami radanitów do wschodnich wybrzeży Morza Śródziemnego. Słowiańskie niewolnice transportowane na południe przez Szwedów zwanych Rusami, były przez nich po drodze wykorzystywane bez żadnego skrępowania, o czym pisał ze zgorszeniem islamski podróżnik Ahmad ibn Fadlan, nazywając ich, m.in. z tego powodu, „najbardziej nieczystymi stworzeniami Allaha”. W Kalifacie Kordobańskim niewolnice, w większości Słowianki, miały względną swobodę poruszania się po mieście i możliwość kształcenia, ich dzieci z wolnymi mężczyznami były wolne, a po śmierci właściciela często same odzyskiwały wolność.
Od połowy XII wieku liczne były słowiańskie, a także inne niewolnice, jako służba domowa, w nadmorskich miastach włoskich, francuskich i katalońskich, sprzedawane przez weneckich, genueńskich i innych włoskich kupców, a wywożone głównie z Bałkanów oraz z Krymu, dostarczane tam przez Mongołów. Posiadanie schiavi (niewolników), czyli „słowian” i „słowianek” świadczyło o wyższym statusie społecznym. Rusinki były uważane przez Włochów za ładniejsze i bardziej zmysłowe od niewolnic Czerkiesek i Tatarek, kupowanych oprócz Słowianek i były droższe. Wiele z nich było wykorzystywanych seksualnie przez właścicieli lub zmuszanych przez nich do prostytucji. Zjawisko to trwało do połowy XV wieku, gdy Turcy, zajmując Konstantynopol i Bośnię, odcięli Włochom główne źródła dostaw.

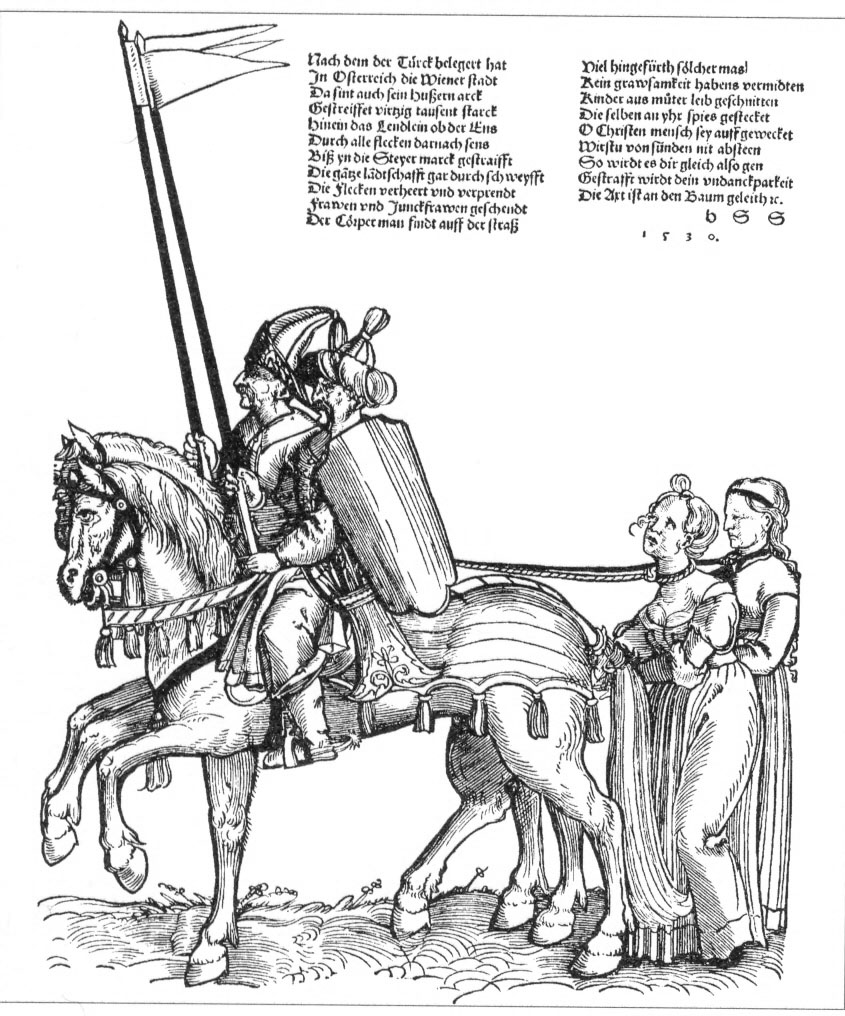
Uprowadzenie kobiet do niewoli przez Osmanów, drzeworyt, 1530

Od połowy XV wieku zaczął się okres najazdów tatarskich na Rzeczpospolitą i Moskwę, w wyniku których uprowadzono do Imperium Osmańskiego, wśród jasyru, także dziesiątki tysięcy kobiet. Były one kupowane przez Turków, w tym paszów, wezyrów i bejlerbejów do haremów na Targu Kobiet (Evret Bazar) w Stambule. Za Polkę, czy Rusinkę płacili oni do 2300 aspr (ok. 40 czerwonych złotych). Wychowywane były w szkołach haremowych po muzułmańsku. Ich przedstawieniem literackim jest bohaterka dumy kozackiej Marusia z Bogusławia, pomagająca Kozakom uciekać z niewoli. Niektóre z nich osiągnęły wysoki status w tym społeczeństwie, jak Roksolana, która została żoną Sulejmana Wspaniałego i wpływała na jego pokojową politykę wobec Polski. Zwykle jednak ich niewola była ciężka. W XVII wieku jeden z wezyrów, po śmierci swego poprzednika, jego niewolnice utopił w Bosforze. Niektórzy go naśladowali .
Prof. Yaron Ben-Naeh (ur. 1965) z Uniwersytetu Hebrajskiego w Jerozolimie na podstawie licznych źródeł opracował temat niewolników w rękach Żydów osmańskich. Stwierdził w nim zjawisko posiadania niewolników przez tamtejszych Żydów, m.in. w Stambule, a także handel niewolnikami prowadzony przez nich. Wśród tych niewolników część stanowiły Słowianki, głównie uprowadzone z Rusi. W XVII wieku sułtan zakazał Żydom posiadania niewolnic, jednak obchodzili oni ten zakaz, kupując kobiety przez podstawionych muzułmanów. W latach 70. tego stulecia zgodzili się płacić podatek za pozwolenie na ich posiadanie. W przeciwieństwie do Żydów europejskich, w tamtym środowisku istniała społeczna akceptacja posiadania niewolnic–nałożnic oraz dzieci z nimi. Nie ma żadnych zachowanych skarg żon z tego powodu, natomiast niektórzy rabini krytykowali ten stan rzeczy, pisząc np.: „zwłaszcza w tym niegodziwym pokoleniu, kiedy wszyscy są rozpustni, utrzymują stosunki seksualne z niewolnicą, twierdząc, że jest to dozwolone, ponieważ ją kupili”.
Magazyn Melting Pot International, specjalizujący się w tematyce wielokulturowości, w artykule Zapomniana historia niewolnictwa Słowian, streszcza jego dzieje, jako proces długiego trwania i włącza do niego także roboty przymusowe w III Rzeszy i w obozach ZSRR milionów Słowian oraz najnowsze zjawisko ich pracy niewolniczej i niewolnictwo seksualne słowiańskich kobiet, ściąganych pod pozorem pracy, małżeństwa lub wycieczki, a także w wyniku porwań. Autor stwierdza w końcu lat 90. XX wieku, iż „do dziś istnieje kwitnący handel słowiańskimi niewolnikami. Handel przymusową pracą Słowian stanowi jedną trzecią wszystkich przypadków handlu ludźmi. Ofiary są wysyłane do pracy w rolnictwie, budownictwie, rybołówstwie, produkcji i przemyśle tekstylnym oraz jako służba domowa. Większość ofiar handlu ludźmi w Europie Wschodniej to młode kobiety, a najczęstszą przyczyną handlu Słowiankami jest wykorzystywanie seksualne. Tylko w 1997 roku aż 180 000 młodych kobiet z Rosji i Europy Wschodniej sprzedano jako towar na rynkach seksu w krajach rozwiniętych w Europie i na Bliskim Wschodzie”. Według MPI, do niedawnego wzrostu handlu Słowiankami przyczyniły się też wojny w byłej Jugosławii, które „doprowadziły do handlu tysiącami słowiańskich kobiet i dziewcząt w celach komercyjnego wykorzystywania seksualnego”. Dodaje też, że grupy przestępcze na Bałkanach i w byłym Związku Radzieckim odniosły sukces, elastycznie dostosowując trasy i metody do szybko zmieniającego się rynku światowego, konkludując: „Teraz, pomimo postępów prawnych, które poczyniono przez lata, wszystkie formy handlu słowiańskimi niewolnikami są nadal powszechne w regionie”.
Prof. Alice Shalvi, współzałożycielka i wieloletnia przewodnicząca Sieci Izraelskich Kobiet (IWN), w swej książce z 2018 roku Never a Native, nagrodzonej the National Jewish Book Award for Women’s Studies, zauważa też temat słowiańskich niewolnic seksualnych w Izraelu, głównie z krajów byłego ZSRR. Sygnalizował ten problem także raport IWN Handel ludźmi do Izraela i przymusowa prostytucja. Temat ten szczegółowo omawia dr Nomi Levenkron, kryminolog z Uniwersytetu Hebrajskiego w Jerozolimie i prof. Yossi Dahan w opracowaniu Kobiety jako towary: Handel kobietami w Izraelu 2003. Stwierdzają tam, że ofiary tego handlu pochodziły w szczególności z Rosji i Ukrainy. Przyczyną jest z jednej strony sytuacja, w której miliony ludzi zostało pozbawionych środków do życia, a z drugiej strony „handel kobietami kwitnie z powodu ogromnego popytu, szacowanego na milion wizyt w burdelach w Izraelu co miesiąc oraz obojętność na to zjawisko, wykazywana zarówno przez organy ścigania, jak i ogół społeczeństwa, gdyż ma ono wysoki poziom legitymizacji w społeczeństwie izraelskim”.
Prof. Asif Efrat ze Szkoły Rządzenia, Dyplomacji i Strategii Laudera w Herclijji pisał, że ofiary handlu kobietami z państw poradzieckich „lądowały w jednym z 300–400 domów publicznych, gdzie pracowały siedem dni w tygodniu, obsługując do 30 klientów każdego dnia. Handlarze zabierali prawie wszystkie dochody, stosowali przemoc fizyczną i groźby, aby odwieść kobiety od wyjścia, a w niektórych przypadkach więzili kobiety za zamkniętymi drzwiami i zakratowanymi oknami”. „Przytłaczająca większość klientów to izraelscy Żydzi ze wszystkich grup społecznych, włącznie z biznesmenami, żołnierzami, policjantami i ultraortodoksyjnymi Żydami”. Oprócz mafii Żydów rosyjskich głównymi podejrzanymi o organizację handlu kobietami z Europy Wschodniej do 2009 roku byli czołowi gangsterzy z wiodących rodzin mafijnych w Izraelu: Rami Saban z rodziny Abutbul i Nissim Alperon z rodziny Alperon.

Miała 21 lat, była pewna siebie i cieszyła się, że wyjechała z Ukrainy. Izrael zaoferował nowy świat i przez tydzień, lub dwa wszystko wydawało się możliwe. Pewnego ranka zawieziono ją do burdelu, gdzie jej szef spalił jej paszport na jej oczach. „Mam cię!” – przypomniała sobie jego powiedzenie – „Jesteś moją własnością i będziesz pracowała, dopóki nie zasłużysz, żebyś wyszła. Nie próbuj wychodzić. Nie masz żadnych dokumentów i nie mówisz po hebrajsku. Zostaniesz aresztowana i deportowana. Dopadniemy cię i sprowadzimy z powrotem”.

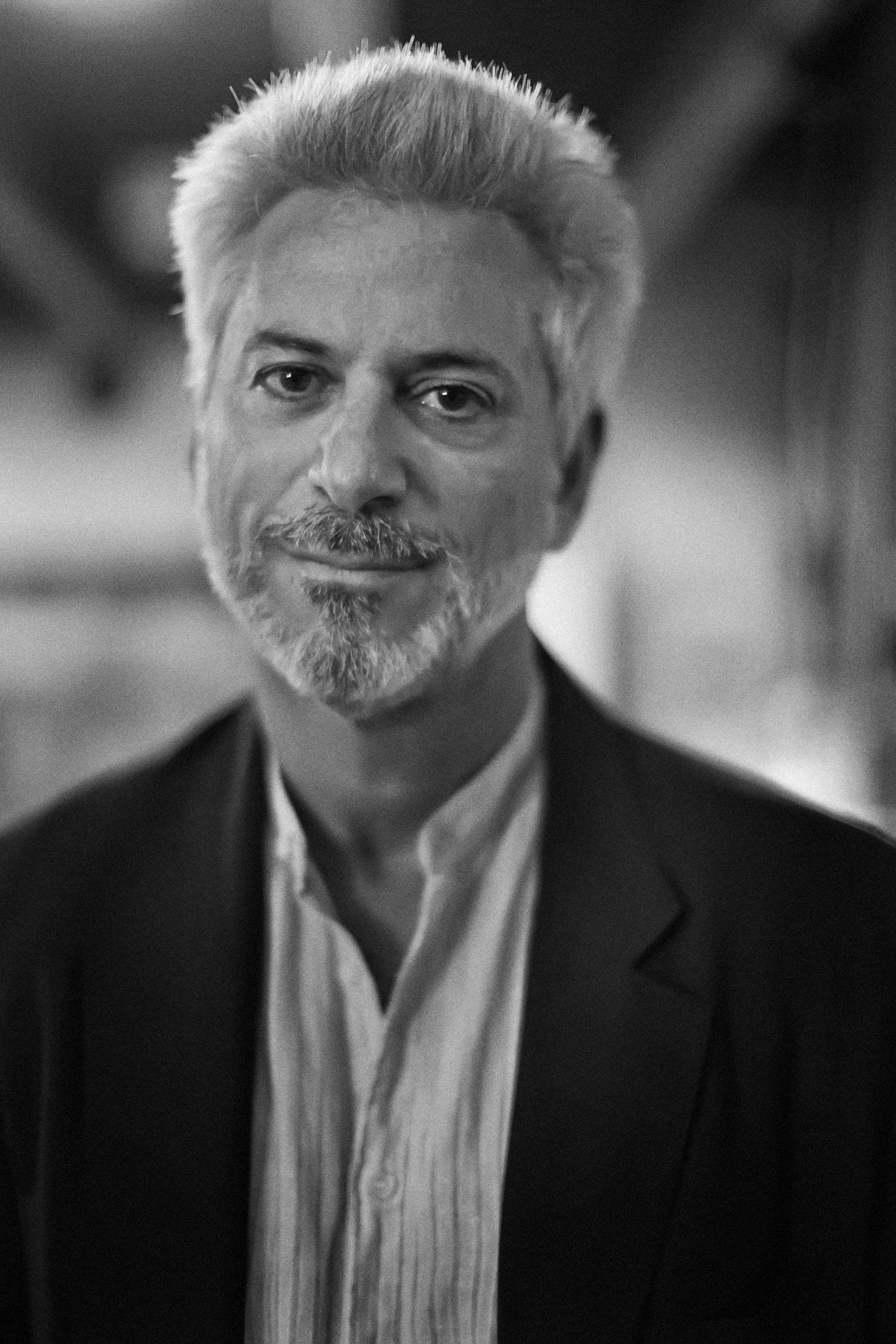
Michael Specter (ur. 1955), dziennikarz The New Yorker, The Washington Post i The New York Times, w 1998 r. poinformował świat o słowiańskich niewolnicach seksualnych w Izraelu

Sprawę słowiańskich niewolnic w Izraelu, a także we Włoszech i paru innych krajach, nagłośnił New York Times w 1998 roku artykułem Nowy towar w handlu ludźmi: Naiwne słowiańskie kobiety. W jego rezultacie wkrótce Departament Stanu Stanów Zjednoczonych zdegradował Izrael w rankingu państw odnośnie do problemu handlu ludźmi do najniższego – 3 poziomu, głos w sprawie zabrała Madeleine Albright przy okazji spotkania z Binjaminem Natanyahu, odbyło się przesłuchanie w Knesecie, wzbudził on zainteresowanie tematem u Alice Shalvi i IWN, zaś Amnesty International opublikowało dokument pt. Rząd Izraela musi powstrzymać łamanie praw człowieka wobec ofiar handlu kobietami.
Autorem artykułu jest Michael Specter, specjalizujący się w problematyce społecznej, głównie Europy Wschodniej oraz zdrowia publicznego i innych nauk, laureat kilku nagród, m.in. od American Association for the Advancement of Science oraz Committee for Skeptical Inquiry. Napisał on, że „Ekonomiczna beznadziejność w słowiańskim świecie otworzyła to, co eksperci nazywają najbardziej lukratywnym rynkiem dla gangów przestępczych, które rozkwitły od upadku komunizmu: białych kobiet”. Sutenerzy, funkcjonariusze organów ścigania i grupy pomocy zgadzają się, że ukraińskie i rosyjskie kobiety są teraz najcenniejsze w handlu. Centrale sieci handlu kobietami znajdują się w Moskwie i Kijowie, a trasy wywozu są kontrolowane przez rosyjskie gangi. „Izrael jest dość typowym celem. Prostytucja jest tu legalna, a burdele są wszechobecne. W Izraelu nie ma nawet konkretnego prawa zakazującego sprzedaży ludzi”. Bardzo niewiele kobiet „uwolnionych” przez policję, to znaczy umieszczonych w więzieniu za nielegalny pobyt w Izraelu, składa formalne zeznanie, gdyż te, które to czynią, ryzykują śmierć. Bez takich zeznań sprawcy pozostają bezkarni .
Raport na temat handlu ludźmi w świecie, sporządzony przez Departament Stanu USA w 2008 roku potwierdził, iż „Izrael jest krajem docelowym dla mężczyzn i kobiet będących ofiarami handlu ludźmi w celu pracy przymusowej i komercyjnego wykorzystywania seksualnego. [...] Pracownicy są bardzo narażeni na handel ludźmi w Izraelu, a w niektórych przypadkach znajdują się w niewoli długu. Izrael jest także krajem docelowym dla kobiet będących ofiarami handlu ludźmi w celu wykorzystania seksualnego”, m.in. z Rosji i Ukrainy. Stwierdza też, że „Rząd Izraela nie przestrzega w pełni minimalnych standardów w zakresie eliminacji handlu ludźmi; podejmuje jednak znaczne wysiłki, aby to zrobić”, podkreślając, iż w 2006 roku weszła wreszcie w życie ustawa „o przeciwdziałaniu handlowi ludźmi”, która przewiduje kary więzienia za handel ludźmi, za niewolnictwo i za pracę przymusową, jednak jej realizacja nie jest wystarczająca, a wyroków niewiele. Departament Stanu domagał się, by Izrael wzmógł działania organów ścigania. Wkrótce potem, w marcu 2009 roku, przeprowadzono w Izraelu większe aresztowania wśród członków syndykatu z Tel Awiwu sprzedającego tysiące niewolnic z Europy Wschodniej.
Marco Buffo, dyrektor organizacji zajmującej się zwalczaniem handlu ludźmi w północnych Włoszech stwierdził, iż w latach 90. XX wieku Ukraina, Rosja i Białoruś zastąpiły Tajlandię i Filipiny jako centrum światowego handlu kobietami. „Najwyższe ceny są teraz za białe kobiety. Kiedyś Nigeryjki i Azjatki były na szczycie rynku. Teraz to Ukrainki”. W Mediolanie w 1997 roku policja zlikwidowała gang przeprowadzający aukcje, na których kobiety porywane z krajów byłego ZSRR były umieszczane na podwyższeniach, częściowo nagie, i sprzedawane po średniej cenie nieco poniżej 1000 USD . Prof. Donna M. Hughes z Uniwersytetu Rhode Island, specjalizująca się w tej tematyce, podaje, iż w latach 90. sprzedano ok. 100 tys. Ukrainek do krajów zachodnich i bliskowschodnich. Wśród tych ostatnich głównymi odbiorcami były: Izrael, Turcja i Zjednoczone Emiraty Arabskie. Ceny za Rosjankę i Ukrainkę wynosiły od kilkuset do kilku tysięcy USD. Według raportu z 2006 roku około 35–58 tys. Rosjanek rocznie było ofiarami handlu ludźmi. W Europie znacznym odbiorcą były Niemcy, gdzie rosyjska mafia była szczególnie silna .
Yitzhak Tyler, szef tajnej policji w Hajfie określił, że jest to „wyrafinowana, globalna operacja”. Wyliczył też zyski izraelskich sutenerów: „Ci mężczyźni płacą od 500 do 1000 USD za kobietę z Ukrainy, lub Rosji. W jednym miejscu ma ich 10. Każda ma od 15 do 20 klientów dziennie. [...] 30 000 szekli dziennie przychodu z każdego miejsca. Każda dziewczyna pracuje 25 dni w miesiącu. Minimum. Mówimy więc o 750 000 szekli miesięcznie, czyli o około 215 000 USD. Mężczyzna często posiada pięć takich miejsc. To milion dolarów. Bez podatków, bez prawdziwych kosztów ogólnych. To fabryka z niewolniczą siłą roboczą. I mamy je w całym Izraelu” . Żydowsko-rosyjskie mafie osiągały ze sprzedaży i wykorzystywania słowiańskich niewolnic wielomiliardowe zyski. Tylko w latach 1990–1995 zdeponowały w bankach izraelskich do 4 mld dolarów.
Na ogół wszystkie kobiety sprowadzane z Europy Wschodniej są w Izraelu nazywane „Rosjankami”. Ponadto w Izraelu i Turcji nazywane są też „Nataszami”, a tym mianem określa się także niewolnice z Czech i innych krajów Europy Środkowej. Według NYT w 1998 roku prawie wszystkie prostytutki w Izraelu były „Rosjankami” . Już w VIII wieku, gdy żydowscy handlarze dostarczali masowo słowiańskie kobiety do arabskich haremów, utrwalił się wśród nich stereotyp słowiańskiej urody o jasnych włosach i jasnej skórze. Od tysiąca trzystu lat to się nie zmieniło. Na pytanie Michaela Spectera o przyczyny skali obecnego procederu, odpowiedział izraelski sutener, właściciel trzech „klubów” w biznesowej dzielnicy Tel Awiwu, mówiąc: „Są blondynkami, ładnie wyglądają i różnią się od nas. Izraelczycy kochają rosyjskie dziewczęta” .